# Jean VI (roi de Portugal)
Vous lisez un « article de qualité » labellisé en 2013.
Pour les articles homonymes, voir Jean VI et Jean de Portugal.
Jean VI de Portugal (en portugais : João VI de Portugal), roi de Portugal et des Algarves et roi puis empereur titulaire du Brésil, est né à Lisbonne, au Portugal, le 13 mai 1767 et mort dans cette même ville le 10 mars 1826. Surnommé « le Clément », il règne sur le Royaume uni de Portugal, du Brésil et des Algarves de 1816 à 1822 puis sur le seul royaume de Portugal de 1822 à 1826. Grâce au traité de Rio de Janeiro de 1825, qui reconnaît l'indépendance du Brésil, Jean VI est également proclamé empereur titulaire du Brésil, mais c'est son fils aîné, l'empereur Pierre Ier, qui est le véritable souverain du pays pendant son règne.
Deuxième fils de la reine Marie Ire et du roi jure uxoris Pierre III, le futur Jean VI n'est, à l'origine, pas destiné à ceindre la couronne de son pays. Devenu l'héritier du trône en 1788 à la mort de son aîné Joseph, il doit assurer la régence peu de temps après, sa mère montrant des signes croissants de folie. Arrivé au pouvoir dans le contexte de la Révolution française, le prince déclare la guerre à la France en 1793 mais son armée est vaincue et le royaume d'Espagne, avec qui il avait conclu une alliance, ne tarde pas à l'abandonner (1795). De plus en plus isolé internationalement, le futur Jean VI est alors victime de la diplomatie napoléonienne et du double jeu de Madrid, qui profite de la situation pour arracher au Portugal la région d'Olivenza après la « guerre des Oranges » (1801). Les tensions entre Paris et Lisbonne atteignent leur paroxysme en 1807, lorsque la France napoléonienne décide d'envahir le Portugal pour punir les Bragance d'avoir refusé d'appliquer le blocus continental dirigé contre le Royaume-Uni.
Face à l'attaque du général Junot, le prince Jean prend la décision de fuir son royaume et de transférer la cour et le gouvernement au Brésil, qui est alors la plus prospère des colonies portugaises. Après plusieurs semaines de tribulations, la famille royale et les 500 à 15 000 personnes qui l'accompagnent (selon les sources) s'installent donc à Rio de Janeiro le 7 mars 1808. En compagnie de ses conseillers, le régent met rapidement en place une série de réformes qui ouvrent le Brésil au commerce international et le dotent d'institutions stables et modernes.
Après quelques années de guerre avec les troupes napoléoniennes, le Portugal est définitivement libéré de l'occupant français en 1811, mais Jean refuse toutefois de rentrer en Europe. Le 16 décembre 1815, il proclame au contraire le « Royaume uni de Portugal, du Brésil et des Algarves », ce qui confirme la nouvelle place du Brésil au sein de l'ensemble portugais. Monté sur le trône à la mort de sa mère en 1816, le souverain doit pourtant bientôt affronter l'opposition très vive des Portugais, qui se soulèvent pour obtenir le retour de la famille royale en Europe, et d'une partie des Brésiliens, qui refusent de voir leur pays rétrogradé au rang de simple colonie. Sous la pression populaire, Jean VI et son entourage rentrent donc finalement à Lisbonne le 3 juillet 1821, non sans avoir nommé auparavant son fils régent du Brésil (le futur Pierre Ier du Brésil).
En Europe, Jean VI est à la fois victime des luttes de pouvoirs qui opposent libéraux et conservateurs et des conspirations de sa femme, la reine d'origine espagnole Charlotte-Joachime, avec qui il entretient des relations mouvementées depuis le début de son mariage. Il assiste par ailleurs, impuissant, à la montée du nationalisme brésilien et à la proclamation d'indépendance du pays par son propre fils aîné le 7 septembre 1822. Contraint à reconnaître la sécession brésilienne en 1825, Jean VI est néanmoins proclamé empereur titulaire du pays par la même occasion. Six mois plus tard, le souverain meurt dans des conditions mystérieuses, sans que sa succession soit réellement assurée, ouvrant ainsi la voie à une longue crise successorale.

## Famille
Jean VI est le fils de la reine Marie Ire de Portugal (1734-1816) et du roi jure uxoris Pierre III de Portugal (1717-1786). Par sa mère, il est donc le petit-fils du roi Joseph Ier de Portugal (1714-1777) et de la reine Marie-Anne-Victoire d'Espagne (1718-1781) tandis que, par son père qui est aussi le frère de Joseph Ier, il a pour grands-parents le roi Jean V de Portugal (1689-1750) et la reine Marie-Anne d'Autriche (1683-1754).
Le 8 mai 1785, Jean VI épouse l'infante Charlotte-Joachime d'Espagne (1775-1830), fille aînée du roi Charles IV d'Espagne (1748-1819) et de la reine Marie-Louise de Bourbon-Parme (1751-1819).
Du mariage de Jean VI et de Charlotte-Joachime naissent dix enfants, parmi lesquels huit atteignent l'âge adulte :
- Marie-Thérèse de Bragance (1793-1874), princesse de Beira et infante de Portugal, qui épouse en 1810 l’infant Pierre-Charles d’Espagne (1786-1812). Devenue veuve, elle se remarie, en 1837, avec son beau-frère l'infant Charles de Bourbon (1788-1855), comte de Molina et prétendant carliste au trône d'Espagne, veuf lui aussi ;
- François-Antoine Pie de Bragance (1795-1801), prince de Beira et infant de Portugal ;
- Marie-Isabelle de Bragance (1797-1818), infante de Portugal, qui épouse, en 1816, le roi Ferdinand VII d'Espagne (1784-1833) ;
- Pierre Ier du Brésil et IV de Portugal (1798-1834), empereur du Brésil et roi de Portugal, qui épouse, en 1818, l'archiduchesse Marie-Léopoldine d'Autriche (1797-1826). Devenu veuf, il se remarie, en 1828, à la princesse Amélie de Leuchtenberg (1812-1876) ;
- Marie Françoise de Bragance (1800-1834), infante de Portugal, qui épouse, en 1816, l'infant Charles de Bourbon (1788-1855), comte de Molina et prétendant carliste au trône d'Espagne ;
- Isabelle-Marie de Bragance (1801-1876), infante et régente de Portugal ;
- Michel Ier de Portugal (1802-1866), roi usurpateur de Portugal, qui épouse la princesse Adélaïde de Löwenstein-Wertheim-Rosenberg (1831-1909) ;
- Marie Assomption de Bragance (1805-1834), infante de Portugal ;
- Anne de Jésus Marie de Bragance (1806-1857), infante de Portugal, qui s'unit, en 1827, à Nuno de Mendonça (1804-1875), marquis puis duc de Loulé et Premier ministre du Portugal ;
- N. de Portugal (1810-1810), infante de Portugal.

## Jeunesse

### Premières années

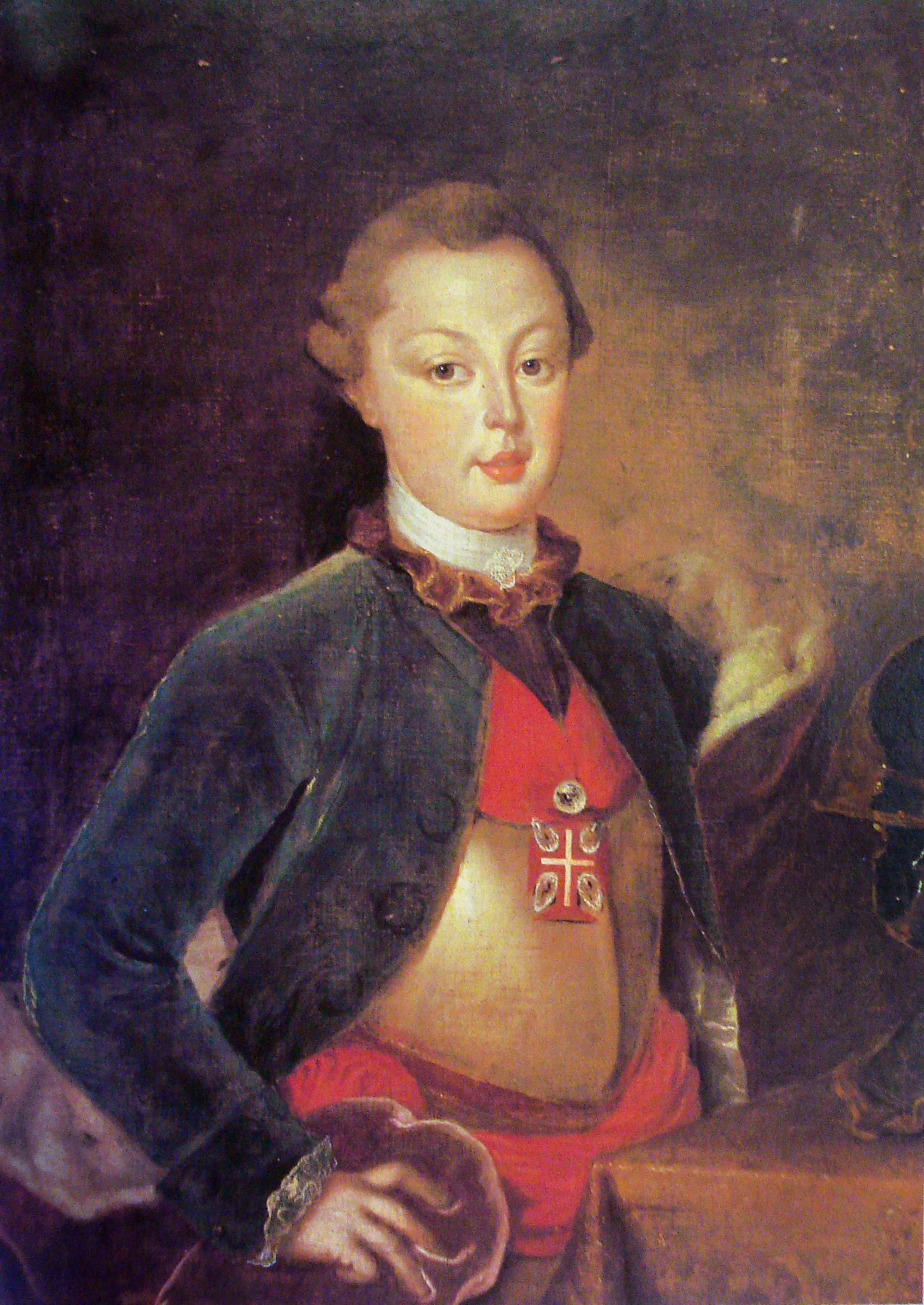
L'infant Jean de Portugal. Œuvre anonyme, vers 1785.

Deuxième fils de la princesse du Brésil et de son oncle et époux l'infant Pierre de Portugal, le prince Jean voit le jour le 13 mai 1767, sous le règne de son grand-père, le roi Joseph Ier de Portugal. Il a seulement dix ans lorsque ce dernier meurt et que ses parents accèdent au trône, sous le nom de Marie Ire et de Pierre III de Portugal (1777).
Le prince Jean passe une enfance discrète dans l'ombre de son frère aîné, le nouveau prince du Brésil. Pendant longtemps, les historiens ont considéré qu'il avait reçu une éducation médiocre mais, d'après ses biographes Jorge Pedreira et Fernando Costa, de nombreux indices laissent penser qu'elle a été en réalité tout aussi rigoureuse que celle réservée à l'héritier du trône. Il existe, malgré tout, très peu d'informations concernant la jeunesse du prince et l'un des rares portraits de lui qui nous soit parvenu, celui dressé par un ambassadeur de France, nous le dépeint comme une personne hésitante et peu brillante.
Selon la tradition historiographique, le prince reçoit comme professeurs de lettres et de sciences le frère Manuel do Cenáculo, Antônio Domingues do Paço et Miguel Franzini, comme maître de musique l'organiste João Cordeiro da Silva et le compositeur João Sousa de Carvalho, et comme professeur d'équitation le sergent-major Carlos Antônio Ferreira Monte. Il reçoit probablement aussi des cours de religion, de droit, de français et de savoir-vivre. De la même façon, il étudie certainement l'histoire à travers la lecture des œuvres de Duarte Nunes de Leão et de João de Barros. Une fois encore, peu de choses nous sont parvenues sur son apprentissage.
Constamment en retrait par rapport à son frère aîné, Jean se rend quotidiennement à la messe et subit une forte influence du clergé catholique. Passionné de musique sacrée, il s'intéresse aussi à l'art et passe de longues heures à lire. Il déteste en revanche les activités physiques et traverse de nombreuses périodes de dépression.

### Mariage et vie sentimentale

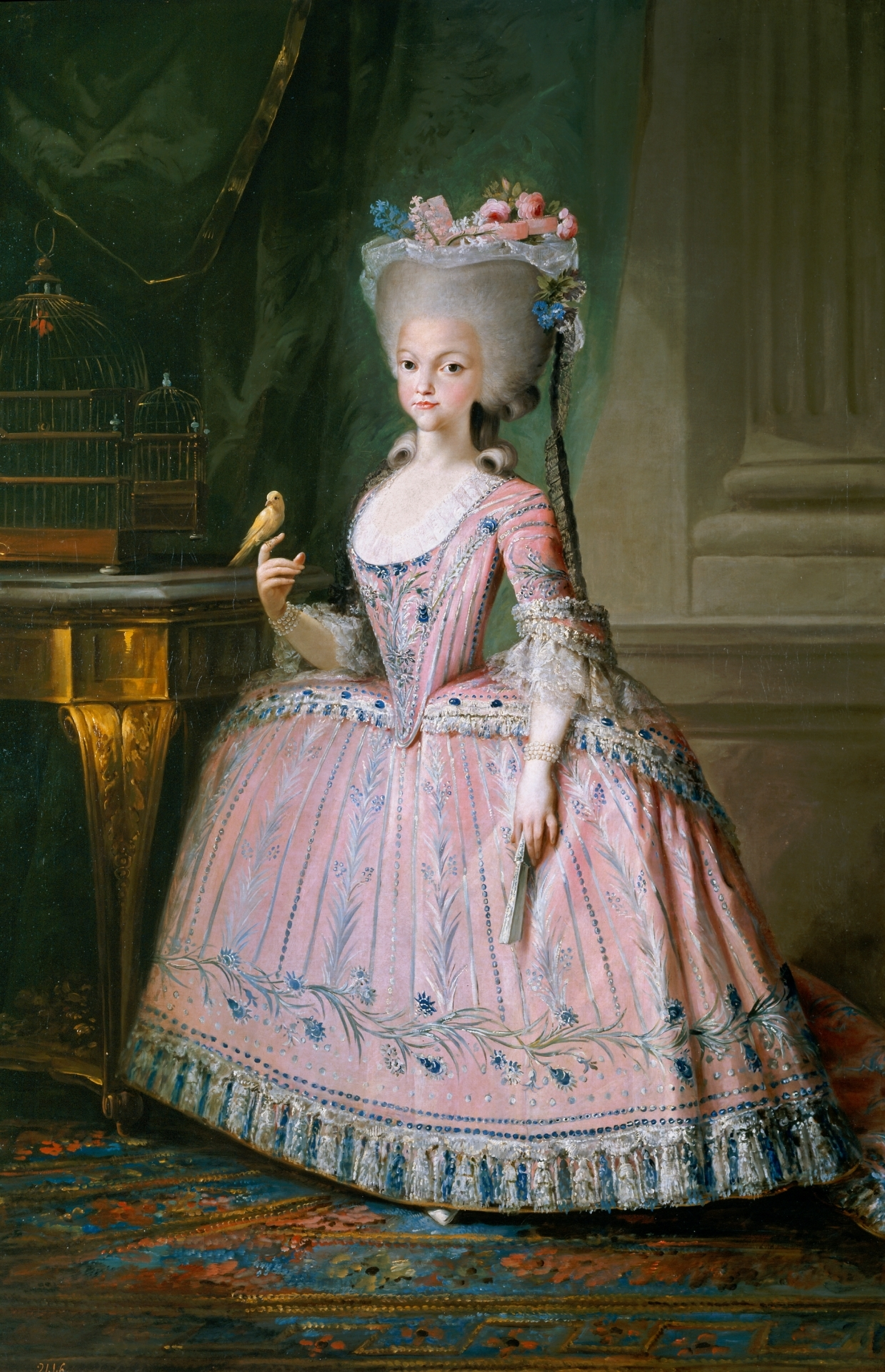
L'infante Charlotte-Joachime en 1785. Tableau de Mariano Salvador Maella.

En 1785, Lisbonne et Madrid organisent le mariage du prince Jean avec l'infante Charlotte-Joachime d'Espagne, fille du futur roi Charles IV (encore prince des Asturies à cette date) et de la princesse Marie-Louise de Parme. À l'époque, le projet d'union est regardé d'un mauvais œil par une partie de la Cour portugaise, qui conserve un mauvais souvenir de l'époque où le Portugal n'était qu'une province de l'empire espagnol. Malgré son jeune âge (elle a seulement dix ans), l'infante est considérée comme une personne vive d'esprit et d'éducation raffinée. Elle doit toutefois subir quatre jours de mise à l'épreuve de la part de la légation portugaise avant d'être définitivement choisie comme fiancée de Jean. Surtout, les deux jeunes gens étant proches parents et la princesse étant fort jeune, une dispense papale doit être obtenue pour permettre cette union. Une fois ces formalités réglées, un mariage par procuration est organisé en grande pompe à Madrid, durant lequel le fiancé est représenté par le propre père de la mariée. S'ensuit un grand banquet auquel participent pas moins de 2 000 convives, espagnols et portugais.
L'infante arrive au Palais royal de Vila Viçosa au début du mois de mai 1785, mais ce n'est que le 9 juin suivant que les jeunes mariés reçoivent la bénédiction nuptiale dans la chapelle du château. Leur mariage est célébré en même temps que celui de l'infante Marie-Anne Victoire, sœur de Jean, avec l'infant Gabriel d'Espagne, oncle de Charlotte-Joachime. La correspondance assidue que le prince portugais entretient ensuite avec sa sœur, partie à Madrid, révèle combien l'absence de sa cadette lui pèse, malgré l'affection qu'il semble porter à sa toute jeune épouse. De son côté, Charlotte-Joachime fait preuve de beaucoup de tempérament, ce qui oblige parfois la reine Marie Ire à la rappeler à l'ordre. Au grand désespoir du prince, qui a sept ans de plus que sa femme, Jean et Charlotte-Joachime attendent plusieurs années avant de consommer leur mariage, ce qui n'est fait que le 5 avril 1790. Leur fille aînée, la princesse Marie-Thérèse, ne naît qu'en 1793 et ils donnent ensuite le jour à neuf autres enfants mais l.
Entre-temps, le prince noue probablement une relation amoureuse à l'âge de 25 ans avec Eugênia José de Menezes, l'une des dames de compagnie de son épouse. Lorsqu'Eugênia tombe enceinte, toute la Cour suspecte le prince d'être le père de l'enfant. La jeune femme est alors envoyée en Espagne, où elle accouche d'une petite fille dont le nom ne nous est pas parvenu. Enfermée dans un couvent après ces événements, la jeune femme n'en est pas moins pensionnée par le prince jusqu'à la fin de ses jours.
Au fil des années, les relations entre Jean et de Charlotte-Joachime se dégradent considérablement, et les deux époux choisissent de s'éloigner. Résidant dans des palais différents, ils ne se retrouvent plus qu'en des occasions officielles, quand le protocole l'exige. Selon les historiens Tobias Monteiro et Patrick Wilcken, le prince noue alors une liaison homosexuelle avec son valet préféré, Francisco de Sousa Lobato. Pour les deux chercheurs, l'une des preuves de cette liaison réside dans le témoignage d'un prêtre du nom de Miguel qui aurait assisté à une scène de masturbation de l'infant par son domestique, avant d'être banni en Angola pour s'assurer de son silence. Quoi qu'il en soit, Jean est suffisamment proche de son favori pour le couvrir de titres et de récompenses tout au long de sa vie.

### Crise successorale

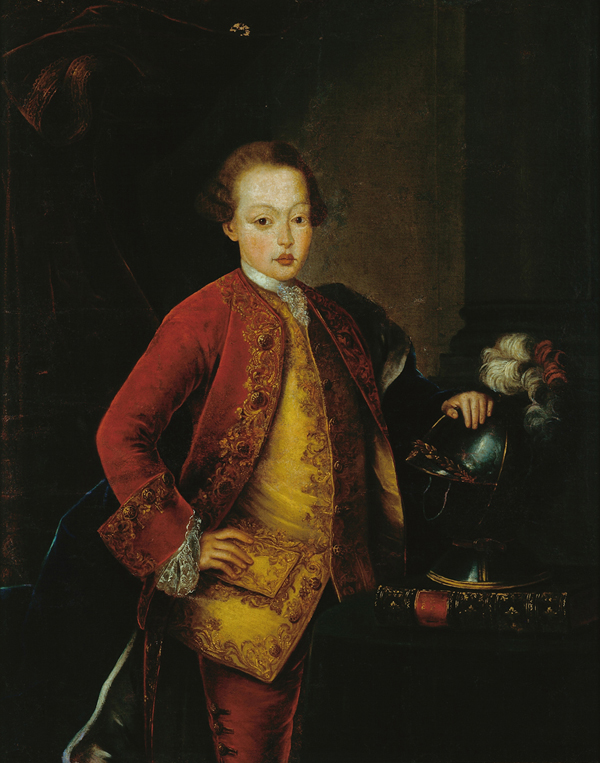
Le prince Joseph, frère aîné de Jean. Tableau de Miguel António do Amaral, vers 1775.

La vie du prince Jean prend un tour nouveau le 11 septembre 1788, jour de la mort sans postérité de son frère aîné. Désormais héritier du trône de Portugal, Jean succède à un prince vu comme un partisan des Lumières et en qui le peuple avait donc placé de grandes espérances. Or, Jean ne cache pas son soutien aux idées absolutistes, ce qui déçoit fortement les libéraux. Contrairement à son aîné, critiqué par l'Église catholique à cause de son inclination pour l'anticléricalisme du marquis de Pombal, le nouveau prince du Brésil bénéficie de l'appui du clergé car sa religiosité est depuis longtemps notoire.
Pour compliquer davantage la situation, Jean tombe gravement malade quelques mois après la disparition de son frère aîné, et le Portugal traverse une longue période d'incertitude quant à l'avenir de la famille royale et de la monarchie. Rétabli une première fois en 1791, l'héritier du trône voit sa santé se dégrader à nouveau peu de temps après : « perdant du sang par la bouche et par les intestins », il se montre en outre fortement abattu, si l'on en croit les annotations de son chapelain, le marquis de Marialva.
Dans le même temps, la reine Marie Ire, veuve depuis 1786, montre des signes croissants de déséquilibre mental. Le 10 février 1792, une commission de dix-sept médecins signe ainsi un document déclarant la souveraine incapable de gouverner le royaume. En dépit de ce verdict, le prince Jean se montre peu désireux de prendre les rênes du pouvoir et rejette l'idée même d'une régence formelle. Ce faisant, il ouvre la voie à une partie de la noblesse qui cherche à mettre en place un conseil de régence et gouverner ainsi le Portugal. Une rumeur, qui prétend que le prince du Brésil souffre des mêmes symptômes de déséquilibre que sa mère, se développe alors dans le pays et fait planer le doute sur la capacité de l'héritier du trône à gouverner. Or, la loi régulant le système de la régence précise qu'en cas de décès ou d'incapacité de l'héritier légitime, c'est au tuteur de ses enfants mineurs ou, à défaut, à leur mère (dans le cas présent une Espagnole), d'assumer la régence du royaume. Un climat de crainte, de suspicion et d'intrigues se développe donc peu à peu dans le royaume, mettant à mal tout le cadre institutionnel de la nation.

## Le prince face à la France révolutionnaire et impériale

### De la guerre de Roussillon à la « guerre des Oranges »

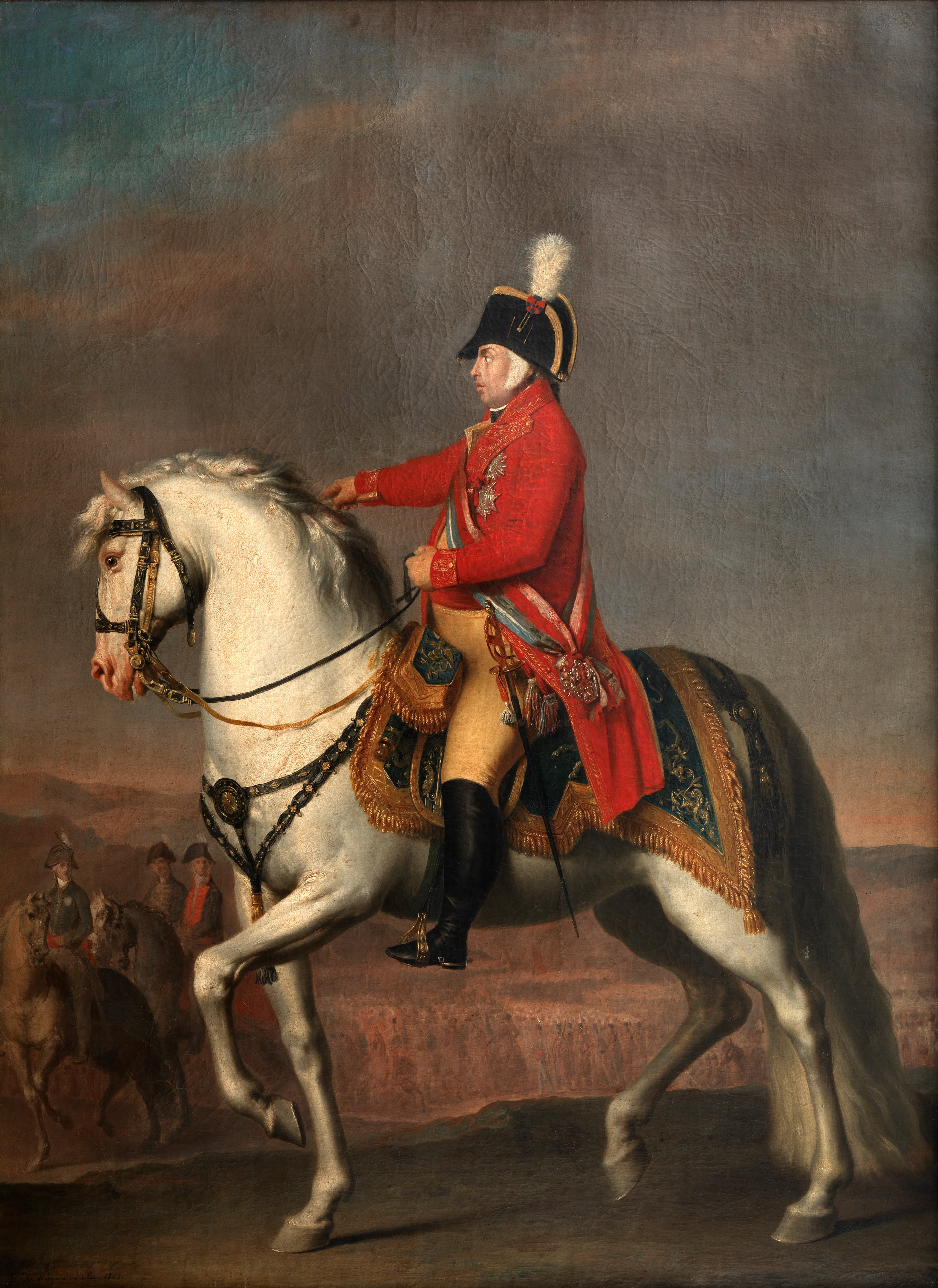
Le Prince Régent passant en revue les troupes à Azambuja. Tableau de Domingos Sequeira, 1803.

Dans ce contexte difficile, les nouvelles des événements de la Révolution française sèment le trouble au Portugal comme dans le reste de l'Europe. L'exécution du roi Louis XVI le 21 janvier 1793 déclenche une riposte internationale à laquelle ne tarde pas à se joindre l'armée portugaise. Le 15 juillet 1793, Lisbonne et Madrid signent ainsi une convention militaire qui les lie face aux troupes révolutionnaires, puis le Portugal conclut un traité similaire avec le Royaume-Uni le 26 septembre. Lisbonne engage ainsi 6 000 soldats lors des campagnes de Roussillon et de Catalogne (1793-1795), dont le résultat est un échec pour les armées royales coalisées. S'ensuit une épineuse période de tensions diplomatiques, durant laquelle le Portugal est tiraillé entre sa volonté de faire la paix avec la France révolutionnaire et son alliance traditionnelle avec la Grande-Bretagne. Lisbonne proclame finalement sa neutralité dans le conflit qui secoue l'Europe, mais celle-ci se révèle à la fois fragile et tendue,.
Après sa déroute dans le Roussillon, l'Espagne abandonne le Portugal et signe une paix séparée avec la France à Bâle. Madrid ne représentant plus une menace pour Paris et Londres restant hors de portée, Lisbonne devient l'une des principales cibles de la France. Arrivé au pouvoir en 1799, l'année où Jean est officiellement proclamé régent de Portugal, Napoléon Bonaparte convainc l'Espagne de lancer un ultimatum au Portugal, afin de l'obliger à rompre avec l'Angleterre et à se soumettre aux volontés françaises. Devant le refus du prince-régent d'accepter les conditions de Madrid, l'Espagne et la France envahissent le pays lors de ce qui est aujourd'hui connu comme la « guerre des Oranges » (1801). Pendant ce conflit, toutes les puissances engagées complotent les unes contre les autres. L'Espagne réussit finalement à s'emparer de la région d'Olivenza.
Outre ces attaques étrangères, le prince Jean subit, à cette période, la trahison de sa propre épouse. Fidèle aux intérêts des Bourbons d'Espagne, Charlotte-Joachime intrigue pour déposer son époux et s'emparer du pouvoir. Cependant, la tentative de coup d'État de la princesse avorte en 1805 et la conspiratrice est exilée de la Cour, au palais de Queluz, loin de son époux qui réside officiellement au palais de Mafra,.

### L'invasion du Portugal par les troupes napoléoniennes

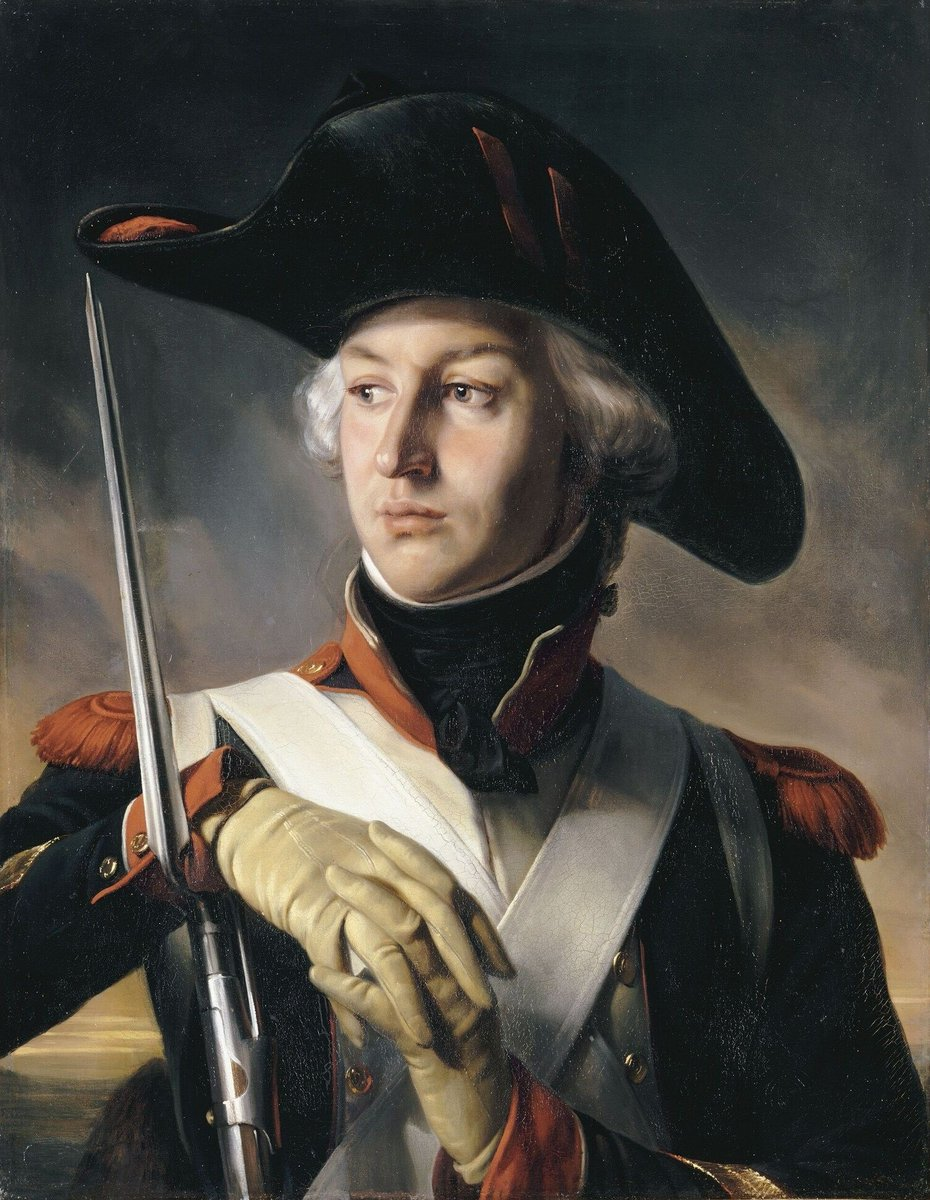
Le général Junot, ennemi du Portugal.

En 1807, la France impériale signe le traité de Tilsit avec la Russie et surtout le traité de Fontainebleau avec l'Espagne. Ce dernier accord prévoit la conquête et le dépeçage du Portugal. Conscient de ce qui se trame contre son pays, Jean tente désespérément de gagner du temps en simulant sa soumission à Napoléon et en envisageant même de déclarer fictivement la guerre à l'Angleterre. Cependant, le royaume lusitanien refuse d'adhérer pleinement au blocus continental mis en place par l'empereur des Français et dirigé contre le Royaume-Uni. Le 22 octobre 1807, Lisbonne et Londres signent même une convention secrète prévoyant le transfert de la Cour portugaise au Brésil en cas d'invasion française. Extrêmement avantageux pour les Britanniques, cet accord assure la soumission du gouvernement portugais au Royaume-Uni et protège les intérêts commerciaux de Londres dans les colonies lusitaniennes. Finalement, le Portugal se retrouve donc dans la position de devoir choisir entre l'obéissance à la France ou à la Grande-Bretagne. Les événements se précipitent fin octobre quand arrive, à Lisbonne, la nouvelle de l'approche d'une armée franco-espagnole près de la frontière. Le 1er novembre 1807, Napoléon Ier déclare publiquement que, dans les deux mois suivants, la maison de Bragance aura cessé de régner. Le 6 novembre, une escadre britannique accoste dans le port de Lisbonne avec une force de 7 000 hommes. Sa mission consiste à escorter la famille royale et la Cour jusqu'au Brésil ou de prendre Lisbonne au cas où le gouvernement déciderait de se rendre aux Français. Pressé de tous côtés, le régent finit, après une longue réflexion, par accepter la protection britannique et organise le départ de la Cour à Rio de Janeiro,,.
Pendant ce temps, l'armée française, commandée par le général Jean-Andoche Junot, continue son approche et se présente aux portes de la capitale portugaise le 30 novembre 1807. Cependant, les envahisseurs, souvent jeunes et inexpérimentés, arrivent au Portugal fatigués, affamés et vêtus de hardes. L'historien Alan Manchester les décrit ainsi : « sans cavalerie, artillerie, cartouches, chaussures ou nourriture, titubant de fatigue, la troupe fait davantage penser à un hôpital qu'on évacue qu'à une armée marchant triomphalement vers la conquête d'un royaume ». Dans le pays, tout cela accrédite l'idée que la résistance face à l'ennemi pourrait amener la victoire, mais le gouvernement a déjà abandonné cette possibilité, et n'a plus les moyens de l'organiser.

### Le départ de la cour portugaise au Brésil
Accompagné de toute la famille royale et d'une longue suite de nobles, de prélats, de fonctionnaires et de domestiques, Jean embarque pour le Brésil avec les collections d'art de la couronne, les archives d'État et le trésor royal. L'idée d'un déménagement de la cour portugaise en Amérique est ancienne et des préparatifs en ce sens ont déjà été faits quelques mois avant le véritable départ des Bragance au Brésil. Pourtant, cette fois, la fuite se fait dans la précipitation, sous une pluie battante qui a transformé les rues en bourbier. Elle cause l'émoi au sein de la population, qui oscille entre surprise et colère à la nouvelle que son prince est sur le point de l'abandonner. Dans la confusion générale, sont oubliées dans les rues d'innombrables malles pleines d'effets personnels, des sacs remplis d'argenterie venue des églises (argenterie ensuite confisquée et fondue par les Français) et même la précieuse collection de 60 000 ouvrages de la Bibliothèque royale, finalement sauvée et envoyée plus tard au Brésil,,.

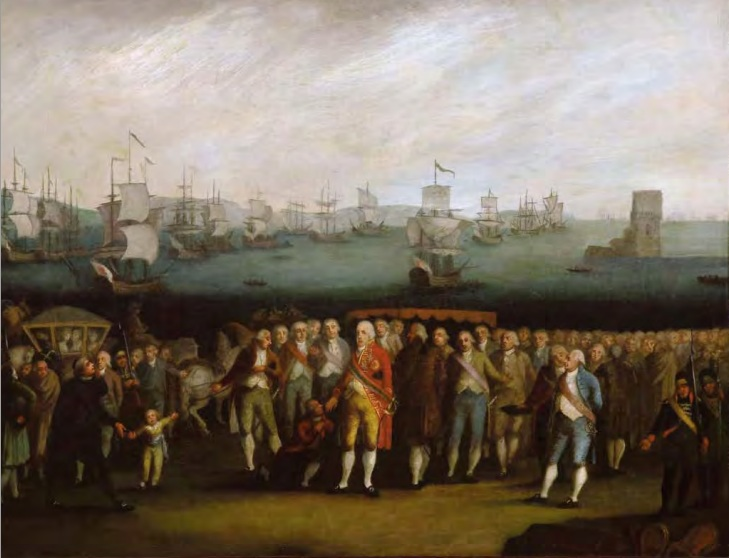
Le départ de la famille royale portugaise au Brésil. Tableau anonyme, début du XIXe siècle.

Si l'on en croit le récit de José Acúrsio das Neves, le départ de la cour provoque une vive commotion dans l'esprit du régent, qui suffoque à l'idée d'abandonner ses sujets et de s'enfuir vers une terre inconnue. Soucieux de se justifier auprès de la population, le prince donne l'ordre de placarder des affiches dans les rues expliquant que le départ de la cour est inévitable, en dépit de tous les efforts réalisés pour assurer l'intégrité et la paix du royaume. Il demande par ailleurs aux Portugais de rester calmes et de ne pas résister à l'envahisseur pour ne pas faire couler le sang en vain.
Durant la traversée de l'Atlantique, Jean voyage sur le même navire que sa mère, la reine Marie Ire, et ses deux fils survivants, les princes Pierre et Michel. Il s'agit là d'une décision assez imprudente, compte tenu des dangers que représente encore, à cette époque, un voyage transatlantique. Il est vrai que l'épouse et les filles du régent voyagent à bord de deux autres bateaux, ce qui réduit le risque d'extinction totale de la famille royale en cas d'incident en mer. Le nombre de personnes embarquées aux côtés des Bragance est très controversé. Au XIXe siècle, on évoque volontiers le chiffre de 30 000 personnes mais les estimations plus récentes oscillent plutôt entre 500 et 15 000 individus. De fait, les quinze navires qui composent l'escadre royale peuvent transporter un maximum de 12 à 15 000 personnes, en comptant les équipages. Il reste que plusieurs rapports indiquent que les bateaux sont surchargés… Ce qui est certain, en tout cas, c'est que le transfert de la cour sépare de nombreuses familles et que même de hauts dignitaires ne parviennent pas à embarquer, tant le nombre des voyageurs est important. Or, la traversée de l'océan n'est nullement tranquille. Après avoir affronté une forte tempête qui l'a obligée à dévier considérablement sa route, une partie de l'escadre est sérieusement endommagée. En outre, la surpopulation des bateaux oblige la noblesse à effectuer la traversée dans des conditions humiliantes. La majorité des aristocrates doit ainsi dormir à même les ponts, blottis les uns contre les autres, dans le vent et la pluie. Or, nombre de voyageurs n'ont pas emmené, avec eux, de vêtements de rechange et l'hygiène, à bord est terrible. Les poux se propagent à grande vitesse, plusieurs personnes tombent malades et l'eau et à la nourriture sont rationnées. Le voyage commence donc dans un climat maussade et des murmures ne tardent pas à s'élever, aggravés par un brouillard épais, qui fait bientôt perdre aux navires tout contact visuel. Une seconde tempête endommage sérieusement plusieurs bateaux et finit même par disperser la flotte au large de Madère. Dans ces conditions difficiles, Jean choisit de modifier ses plans et donne l'ordre au groupe de navires qui l'accompagne encore de prendre la direction de Salvador de Bahia, alors que les autres bateaux continuent leur route jusqu'à Rio de Janeiro. Cette décision a probablement une explication politique et vise à obtenir le soutien de la première capitale de la colonie brésilienne, dont la population se montre fort mécontente de son statut depuis le déclassement de la ville en 1763,.

## L'installation au Brésil

### L'arrivée de la Cour au Brésil

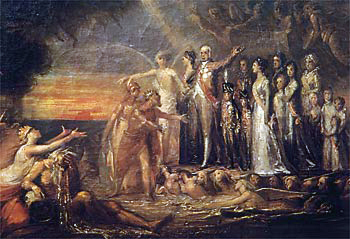
Allégorie montrant l'arrivée du prince Jean et de sa famille au Brésil. Œuvre anonyme, XIX.

Le 22 janvier 1808, l'escadre transportant le régent et sa famille accoste dans la baie de Tous les Saints, dans le Nord-Est du Brésil. Mais, une fois arrivés à Salvador, les navires ont la surprise de trouver le port désert. Le gouverneur de la colonie a en effet préféré attendre les ordres du régent avant d'autoriser la population à venir accueillir la famille royale. Surpris par cette initiative, le régent permet à tout un chacun de venir le voir à sa guise. Pour laisser la noblesse se reposer après une traversée aussi pénible, Jean reporte toutefois le débarquement de sa suite au lendemain. Les voyageurs sont alors accueillis dans la liesse, au son des cloches, et escortés par une procession jusqu'à la cathédrale, où est donné un Te Deum en l'honneur de la famille royale. Les jours suivants, le prince reçoit tous ceux qui souhaitent lui rendre hommage, se prête à la cérémonie du baise-main et concède une série de faveurs. Il autorise ainsi la création d'une salle publique d'économie et d'une école de chirurgie à Salvador. Surtout, il émet un « décret d'ouverture des ports brésiliens aux nations amies » dont la portée est capitale : celui-ci met en effet un terme à l'exclusif colonial auquel était soumis le Brésil, ce qui bénéficie tout autant à la vice-royauté elle-même qu'au Royaume-Uni, désormais premier partenaire commercial de l'Amérique portugaise.
Pendant un mois, Salvador célèbre la présence de la cour en son sein. Les autorités municipales cherchent à séduire le régent afin de le persuader d'établir le siège de son royaume dans la ville et vont jusqu'à lui proposer d'y construire un luxueux palais pour accueillir la famille royale. Cependant, Jean décline cette offre et fait connaître aux habitants sa volonté de s'installer à Rio de Janeiro. La cour reprend donc sa route et arrive dans la baie de Guanabara le 7 mars 1808. À Rio, le régent retrouve son épouse, ses filles et d'autres membres de sa suite, dont les navires ont été séparés de son escadre pendant le voyage et qui sont arrivés à destination avant lui. Le 8 mars, toute la cour débarque finalement dans la capitale du Brésil. Le régent et son entourage découvrent alors une ville entièrement décorée pour recevoir la famille royale et des festivités sont organisées en son honneur durant neuf jours.

### Une installation difficile
Avec le régent, s'installe à Rio l'essentiel de ce qui constitue l'appareil d'État d'une nation souveraine : des élites civiles, religieuses et militaires, une aristocratie et des professions libérales, des artisans qualifiés et des fonctionnaires. Pour de nombreux chercheurs, le transfert de la cour dans la capitale du Brésil permet donc la mise en place d'un État brésilien moderne et constitue le premier pas en direction de l'indépendance de la colonie. Ainsi, pour Caio Prado Jr., même si le pays reste encore une dépendance du Portugal durant plusieurs années :

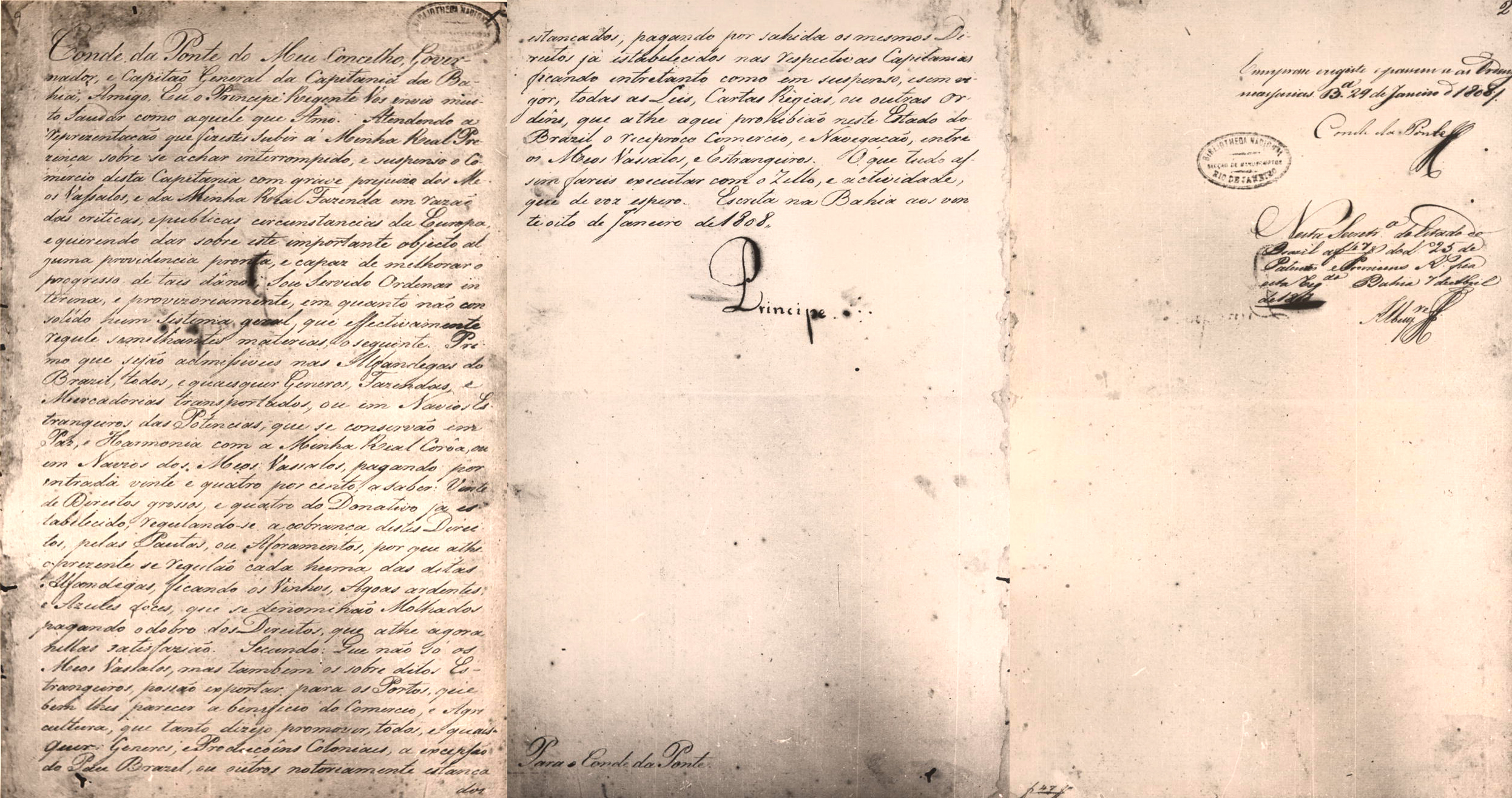
Décret d'ouverture des ports brésiliens, Bibliothèque nationale du Brésil.

« En établissant au Brésil le siège de la monarchie, le régent a aboli ipso facto le régime colonial dans lequel le pays vivait jusque-là. Tous les traits de ce régime disparaissent, hormis le fait d'avoir à sa tête un gouvernement étranger. Les uns après les autres, tous les vieux engrenages de l'administration coloniale sont abolis et remplacés par ceux d'une nation souveraine. Les restrictions économiques s'effondrent et les intérêts du pays passent au premier plan des réflexions politiques du gouvernement ».
La première difficulté que doit affronter la suite du régent une fois arrivée à Rio est de se loger : une tâche difficile étant donné le nombre des nouveaux arrivants et la faible étendue de la capitale à l'époque. La ville manque en effet de demeures suffisamment dignes pour satisfaire la noblesse et, surtout, la famille royale. Le régent lui-même s'installe ainsi dans le palais du vice-roi, une vaste demeure située dans le centre de la capitale, mais peu confortable et fort éloignée des standards de confort des palais portugais. Quant à la reine Marie Ire, elle est logée avec sa suite dans le couvent du Carmel, qui est réquisitionné pour elle. Afin de loger le reste de la noblesse et les nouvelles institutions du pays, le pouvoir s'approprie arbitrairement d'innombrables résidences privées, dont les propriétaires sont parfois chassés brutalement.

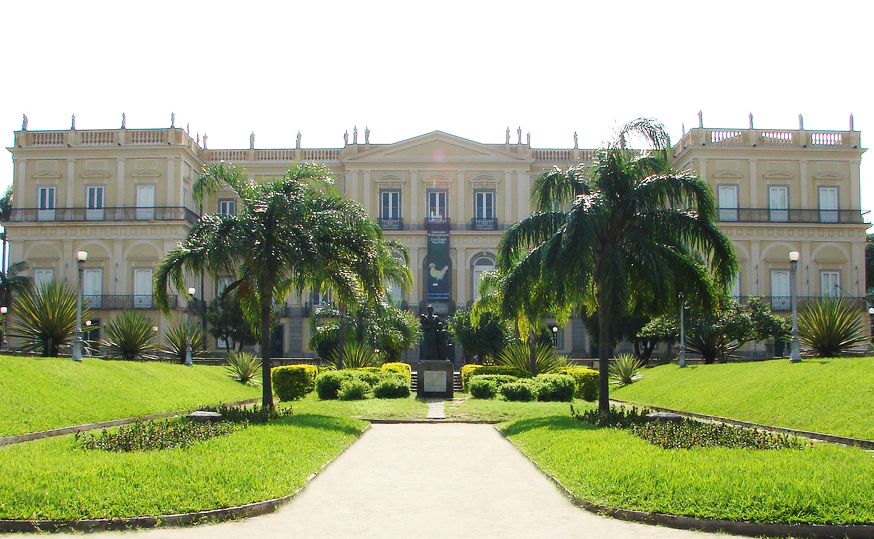
Le Palais de Saint-Christophe, en 2009.

Le régent étant toujours mal installé malgré les efforts des vice-rois Marcos de Noronha e Brito et Joaquim José de Azevedo pour accommoder son palais, le marchand Elias Antônio Lopes lui offre sa maison de campagne, la Quinta da Boa Vista. Il s'agit là d'un somptueux petit palais très bien situé qui séduit immédiatement le régent. Après quelques travaux d'agrandissement et de transformations, la villa devient le palais de Saint-Christophe. De son côté, l'infante Charlotte-Joachime préfère s'établir loin de son époux, près des plages de Botafogo.
En 1808, Rio de Janeiro abrite environ 60 000 habitants et l'arrivée de la cour la transforme presque du jour au lendemain. Les nouveaux arrivants, très exigeants, y imposent ainsi une nouvelle organisation de l'approvisionnement en aliments et en autres biens de consommation, notamment en produits de luxe. L'intégration des Portugais met plusieurs années à s'opérer et leur installation rend la vie quotidienne à Rio totalement chaotique durant une longue période. Les loyers doublent ; les impôts augmentent tandis que la nourriture se fait plus rare, du fait des réquisitions organisées par la noblesse. Tout cela contribue à dissiper grandement l'enthousiasme manifesté, dans un premier temps, par les habitants pour l'installation de la famille royale dans la ville. Pourtant, l'arrivée de la cour amène aussi des changements plus positifs sur le long terme. La physionomie de la capitale évolue nettement, avec la construction d'innombrables résidences, palais et autres édifices. Les services et les infrastructures publics sont considérablement améliorés. En outre, la présence de la noblesse introduit dans la colonie de nouvelles manières, modes et habitudes, et même une nouvelle hiérarchie sociale,,,.

### La vie à Rio de Janeiro

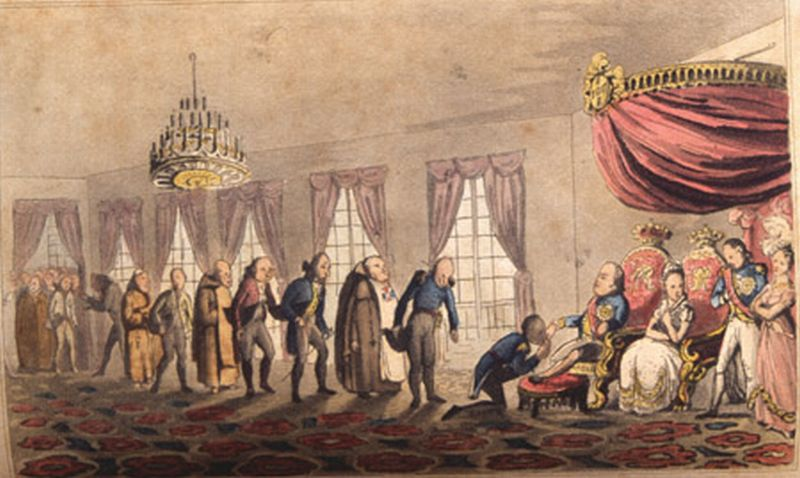
La cérémonie du baisemain à la cour de Jean VI, à Rio. Gravure d'un officier britannique aux initiales A.P.D.G., 1826.

Parmi ces nouvelles coutumes, le régent importe au Brésil l'ancienne cérémonie du baisemain, qui exerce rapidement une grande fascination sur la population de la colonie et s'inscrit bientôt dans le folklore national. Chaque jour, sauf le dimanche et les jours fériés, Jean reçoit ainsi ses sujets, nobles et roturiers, qui se pressent en une longue file d'attente pour le rencontrer. Le peintre Henry L'Evêque décrit ainsi comment « le Prince, accompagné d'un secrétaire d'État, d'un Valet et de quelques officiers de sa Maison, reçoit toutes les requêtes qui lui sont présentées ; écoute avec attention toutes les plaintes [et] toutes les demandes des requérants ; en console certains, rend espoir à d'autres… La vulgarité des manières, les familiarités de langage, l'insistance des uns et la loquacité des autres : rien ne le met en colère. Il semble oublier qu'il est leur seigneur et se rappeler seulement qu'il est leur père ». L'historien Manuel de Oliveira Lima insiste quant à lui sur le fait que « jamais [le prince] ne confondait les physionomies ou les suppliques, et il émerveillait [souvent] les requérants en démontrant sa connaissance de leurs vies, de leurs familles, et même des petits incidents qui leur étaient arrivés dans le passé et qu'eux-mêmes ne pouvaient croire qu'ils aient pu arriver à la connaissance du roi ».
À Rio de Janeiro, Jean mène une vie assez simple, dans un environnement précaire. Alors qu'il était installé dans un relatif isolement au Portugal, il se montre plus dynamique et intéressé par la nature au Brésil. Il passe ainsi régulièrement du palais impérial au palais de Saint-Christophe et séjourne aussi dans l'Ilha de Paquetá, l'Ilha do Governador, à Praia Grande, dans l'ancienne Niterói ou dans la Real Fazenda de Santa Cruz. Il y pratique la chasse et n'hésite pas à s'attarder dans les lieux qu'il trouve agréables, dormant sous un arbre ou dans une tente. Malgré les moustiques et la chaleur tropicale, que la majeure partie des Portugais et des autres étrangers déteste par-dessus tout, Jean se plaît beaucoup au Brésil. Il déteste en revanche tout ce qui vient bouleverser sa routine, allant jusqu'à porter quotidiennement la même casaque jusqu'à ce qu'elle parte en lambeaux et obligeant alors ses domestiques à recoudre ses vêtements à même sa peau pendant son sommeil. Terrorisé par le tonnerre, il se barricade par ailleurs dans ses appartements à chaque orage et n'accepte alors de voir personne.

### La progressive construction d'un royaume indépendant
Tout au long de son séjour au Brésil, Jean crée un grand nombre d'institutions et de services publics dans la colonie. Il y développe en outre l'économie et la culture. Dans les premiers temps, les réformes qu'il met en place s'expliquent seulement par la nécessité d'administrer un vaste empire auparavant dépourvu de toute administration autonome. Il est en effet prévu que la cour et la famille royale rentrent en Europe une fois la situation du Portugal normalisée. Mais, avec les années, les mesures imposées par le régent servent de base à l'autonomie brésilienne,.

Drapeau du Royaume uni de Portugal, du Brésil et des Algarves.

Parmi les réussites du monarque, on peut compter l'Imprimerie royale, le Jardin botanique de Rio de Janeiro, l'Arsenal de la Marine, la Manufacture de Poudre, le Corps des Pompiers, la Marine marchande ou la Maison des Enfants abandonnés, la Bibliothèque royale, le Musée royal, le Théâtre royal de Saint-Jean. Jean VI crée par ailleurs différentes écoles dans les provinces de Rio, de Pernambouc ou de Bahia. Grâce à elles, il fait progresser l'enseignement de la théologie, de la dogmatique et de la morale ; du calcul intégral, de la mécanique, de l'hydrodynamique, de la chimie, de l’arithmétique ou de la géométrie ; du français et de l'anglais ; de la botanique, de l'agriculture et de bien d'autres matières encore. Il favorise aussi la fondation de différentes sociétés et académies dédiées aux études scientifiques, littéraires et artistiques parmi lesquelles la Société royale des hommes de lettres de Bahia, l'Institut académique des sciences et des beaux-arts, l'École d'anatomie, de chirurgie et de médecine de Rio de Janeiro et l'Académie royale d'Artillerie, de Fortification et de Dessin, l'Académie des gardes-marine, l'Académie militaire.
Dans le même temps, le roi met en place une administration publique de haut rang en créant un ministère de la Guerre et des Affaires étrangères, un ministère de la Marine et de l'Outre-Mer, un Conseil militaire suprême, des Archives militaires, des Cours de Justice, des Bureaux de conscience et de commande, une Intendance de police, une Banque du Brésil,, une Junte royale du Commerce, de l'Agriculture, des Manufactures et de la Navigation, et une Administration générale des Postes. Surtout, le roi n'hésite pas à placer dans ces administrations des fonctionnaires brésiliens, ce qui contribue à diminuer les tensions entre métropolitains et natifs de la colonie. Finalement, le roi contribue au développement de l'agriculture, spécialement du coton, du riz et de la canne à sucre. Il fait également ouvrir de nouvelles voies carrossables et stimule la navigation fluviale pour faciliter la circulation intérieure des biens et des personnes.

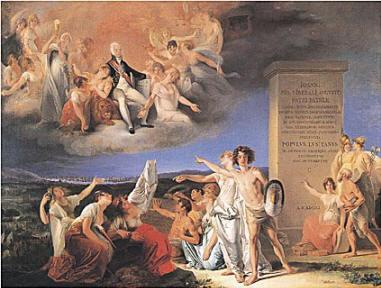
Allégorie des vertus de Dom Jean VI. Tableau de Domingos Sequeira, v. 1800.

Cependant, la période johannine n'est pas uniquement marquée par le progrès et le développement du Brésil. D'abord parce que certaines des innovations introduites par le souverain se révèlent totalement inefficaces, voire inutiles, comme le fait remarquer Hipólito José da Costa. Ensuite parce que le pays connaît une série de crises, qui bouleverse la vie des habitants. Dès 1809, la colonie entre ainsi en guerre contre la France et l'armée luso-brésilienne est mobilisée pour envahir la Guyane en représailles de l'occupation du Portugal par les forces napoléoniennes. D'importants problèmes économiques secouent par ailleurs le pays. L'accord commercial imposé à Jean VI par le Royaume-Uni en 1810 permet aux marchandises britanniques d'inonder le marché national et d'étouffer la jeune industrie brésilienne,. Dans ces conditions, le déficit public est multiplié par vingt tandis que la corruption contamine toutes les institutions, y compris la première Banque du Brésil, qui fait finalement faillite. En outre, la cour mène un train de vie extravagant, accumule les privilèges et fait vivre une armée de comploteurs et d'aventuriers. Le consul britannique James Henderson fait ainsi observer que peu de cours européennes étaient aussi nombreuses que la cour portugaise au début du XIXe siècle. Quant à l'historien Laurentino Gomes, il explique que Jean a distribué plus de titres de noblesse pendant ses huit premières années au Brésil que ses prédécesseurs durant les trois siècles précédents, et cela sans mentionner les 5 000 ordres honorifiques décernés dans le même temps par le régent,.
Après la chute de Napoléon Ier en 1814-1815, le Congrès de Vienne mis en place par les puissances coalisées réorganise la carte de l'Europe et de ses colonies. Sous l'influence du Royaume-Uni, le comte de Palmela, ambassadeur du Portugal au Congrès, et le prince de Talleyrand, représentant de la France, conseillent aux Bragance de rester au Brésil. Ils suggèrent par ailleurs à la famille royale d'élever la colonie au rang de royaume confédéré au Portugal. Le représentant britannique soutenant lui aussi cette idée, le Royaume uni de Portugal, du Brésil et des Algarves est finalement créé le 16 décembre 1815 au profit de la reine Marie Ire. La nouvelle institution juridique est ensuite rapidement reconnue par les autres nations.

## Entre accession au trône et révolutions libérales

### Entre difficultés familiales et invasion de la Cisplatine

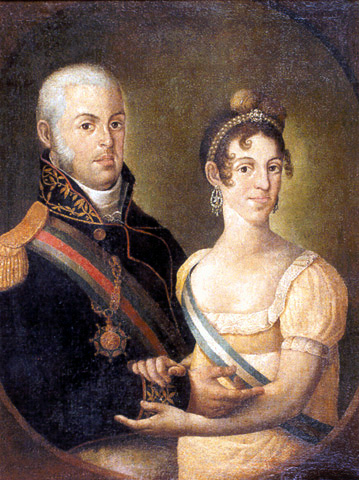
Jean VI et son épouse par Manuel Dias de Oliveira : un portrait officiel qui dissimule d'importantes dissensions.

Le 20 mars 1816, la reine Marie Ire disparaît et son fils monte sur le trône sous le nom de « Jean VI ». Ce n'est cependant que le 6 février 1818 que le nouveau roi est acclamé à Rio de Janeiro, au cours de grandes festivités. Pendant ce temps, la reine Charlotte-Joachime continue à conspirer contre les intérêts portugais. Toujours aussi ambitieuse, la souveraine entreprend, dès son arrivée au Brésil, des négociations avec les Cortes espagnoles et avec les nationalistes du Rio de la Plata pour se faire proclamer régente d'Espagne, reine d'un nouveau royaume hispano-américain indépendant, voire souveraine d'un Brésil débarrassé de son époux. Le comportement de Charlotte-Joachime rend la cohabitation du couple royal impossible, en dépit de la patience dont le monarque fait montre avec sa femme et la nécessité de donner au public un visage uni de la monarchie. Malgré la sympathie qu'elle rencontre auprès de ses interlocuteurs hispaniques, la reine ne voit aucun de ses projets politiques aboutir. Elle parvient néanmoins à influencer assez Jean VI pour qu'il intervienne plus directement dans la politique coloniale espagnole, ce qui se traduit finalement par l'invasion de la Bande orientale à partir de 1816 et son annexion sous le nom de Cisplatine en 1821,.
À la même époque, se pose la question du mariage de l'héritier du trône. Le Brésil étant considéré par les Européens comme un pays trop lointain, arriéré et dangereux, trouver une candidate au mariage s'avère un exercice difficile pour le gouvernement. Après un an de recherches intensives, l'ambassadeur portugais mandaté pour cette tâche, Pedro José de Meneses Coutinho, parvient finalement à trouver une épouse pour le prince Pierre au sein de l'une des plus prestigieuses familles souveraines d'Europe : la maison de Habsbourg-Lorraine. Mais, pour parvenir à ce résultat, le diplomate doit mentir à ses interlocuteurs sur la situation du Brésil, exhiber une pompe ostentatoire et distribuer force diamants et lingots d'or aux courtisans viennois. Dom Pierre épouse donc l'archiduchesse Marie-Léopoldine d'Autriche, fille de l'empereur François Ier, en 1817. Pour le monarque autrichien et son chancelier Metternich, l'alliance constitue « un pacte très avantageux entre l'Europe et le nouveau Monde », dans la mesure où il peut fortifier le régime monarchique dans les deux hémisphères et donner à l'empire d'Autriche une nouvelle zone d'influence.

### La Révolution libérale portugaise

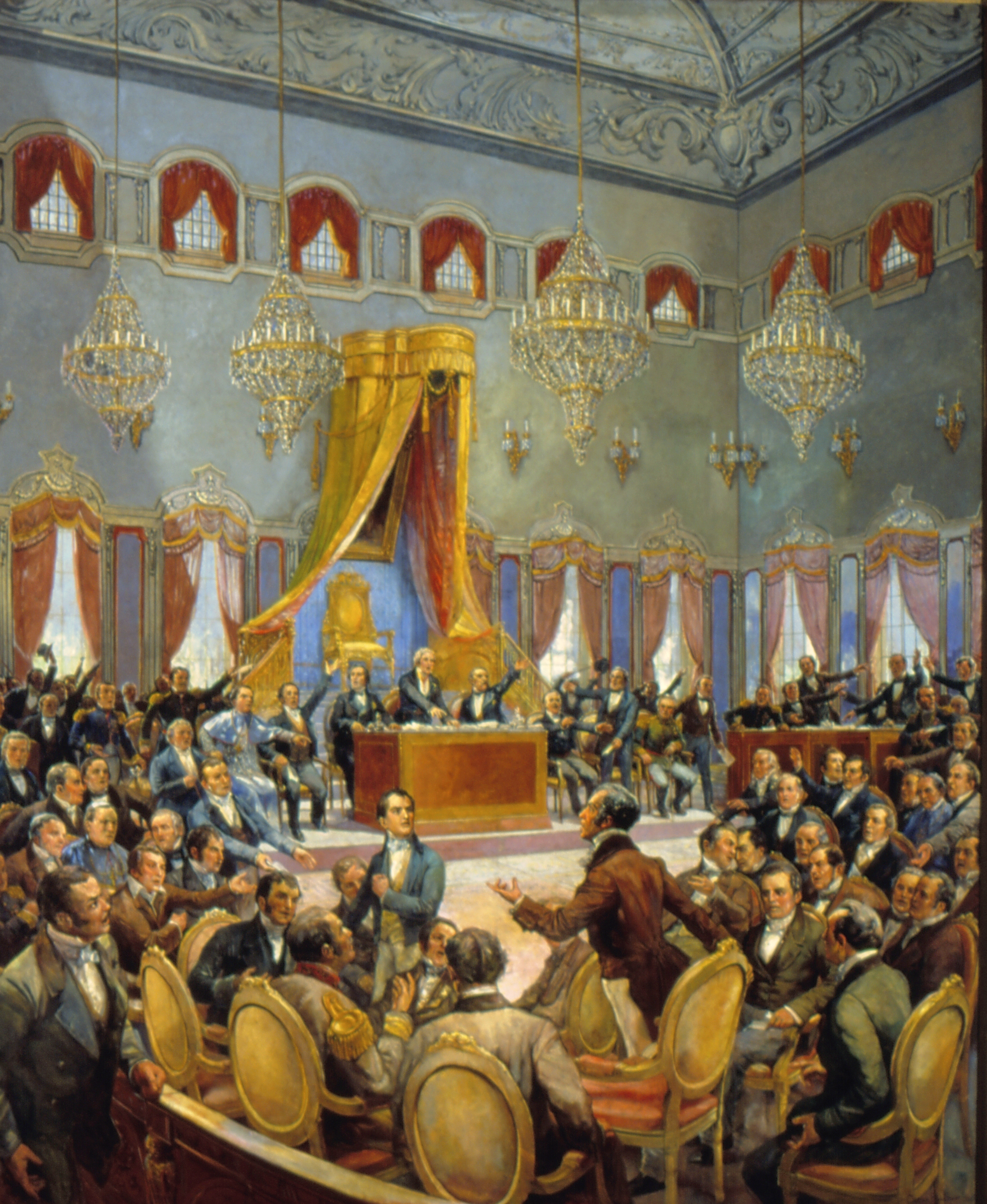
Les Cortes portugaises en 1822, par Oscar Pereira da Silva.

Dans le même temps, la situation politique du Portugal se dégrade. Privé de son souverain et dévasté par l'invasion française, qui a amené dans le pays famine et exode, le royaume est devenu une sorte de protectorat britannique après le départ des troupes napoléoniennes. Face au maréchal William Beresford, qui gouverne le pays d'une main de fer, les Portugais réclament le retour des Bragance à Lisbonne. Des révoltes d'orientation libérale éclatent en différents lieux, sous l'égide de sociétés secrètes qui demandent la convocation de Cortes, dont la réunion n'a pas eu lieu depuis 1698,.
Sous l'influence de la métropole, le Brésil connaît une agitation politique similaire. En 1817, éclate ainsi, à Recife, la Révolution du Pernambouc, qui instaure un gouvernement provisoire républicain dans la province et parvient à s'infiltrer dans d'autres régions, avant d'être sévèrement réprimée. Le 24 août 1820, une Révolution libérale éclate à Porto avant de se propager à Lisbonne et d'aboutir à l'instauration d'une Junte gouvernementale. Des Cortes constituantes sont finalement élues, un gouvernement formé et des élections législatives convoquées sans consulter auparavant Jean VI. Rapidement, le mouvement se propage aux colonies portugaises. Il s'étend à Madère et aux Açores, avant d'atteindre les capitaineries de Grão Pará (1er janvier 1821), de Bahia (10 février 1821) et même de Rio de Janeiro (26 février 1821),,.
Le 30 janvier 1821, les Cortes réunies à Lisbonne décrètent la formation d'un Conseil de Régence chargé d'exercer le pouvoir au nom de Jean VI. Elles libèrent par ailleurs de nombreux prisonniers politiques et exigent le retour immédiat du roi et de sa famille. Contraint à reconnaître les Cortes, Jean VI convoque, le 20 avril, une réunion des notables de Rio dans le but d'organiser l'élection des députés de la province à l'Assemblée constituante. Cependant, la réunion aboutit à une protestation publique, qui est réprimée violemment par le pouvoir. À l'époque, l'opinion dominante au Brésil est que le retour du roi à Lisbonne pourrait s'accompagner du retrait de l'autonomie accordée au pays et sa rétrogradation au statut de colonie. Pressé de toutes parts, Jean VI cherche une voie moyenne pour résoudre le problème : il envisage ainsi d'envoyer son fils et héritier, le prince Pierre, au Portugal afin d'y établir les bases d'un nouveau gouvernement. Cependant, les idées du jeune homme ne sont pas celles de son père et le roi abandonne finalement ce projet. Face à la crise politique qui se développe, Jean VI se résout à rentrer à Lisbonne. La famille royale quitte donc le Brésil le 25 avril 1821, après treize ans de présence en Amérique du Sud. Mais, avant de rentrer en Europe, Jean VI nomme le prince royal régent au Brésil,,.

### Le retour au Portugal et le soulèvement du Brésil

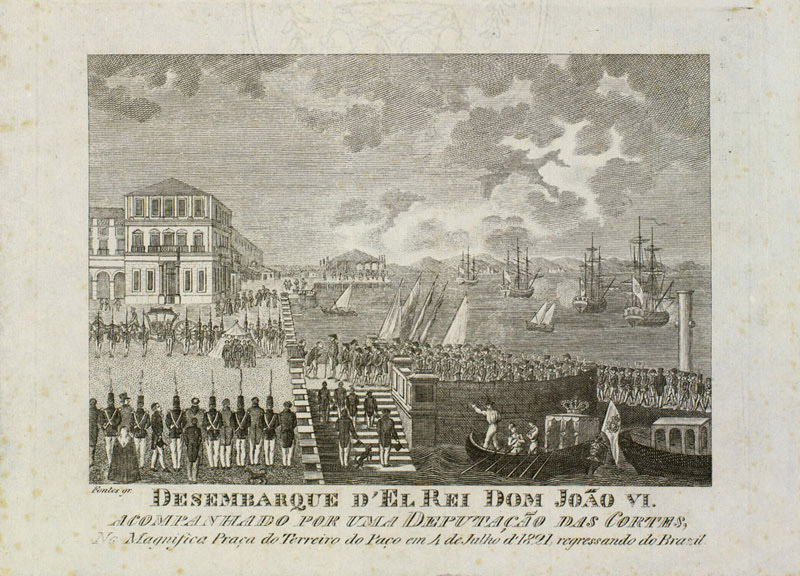
Débarquement de Jean VI à Lisbonne. Gravure de 1821.

L'escadre royale arrive dans le port de Lisbonne le 3 juillet 1821. Le retour du souverain et de sa famille est orchestré de manière à montrer qu'il n'a nullement été contraint à revenir en Europe. Pourtant, il se déroule dans un environnement politique tout nouveau. Après l'adoption de la première constitution du pays par les Cortes, le souverain est contraint de prêter serment de l'observer, le 1er octobre 1822. Refusant d'imiter son mari et de reconnaître ainsi la fin de l'absolutisme royal, Charlotte-Joachime est privée de ses fonctions politiques et se voit retirer son titre de reine. Déjà affaibli par ces événements, Jean VI voit sa souveraineté sur le Brésil contestée. Après avoir refusé de rentrer à Lisbonne, le prince Pierre déclare l'indépendance du Brésil le 7 septembre 1822 avant d'être acclamé empereur du pays quelques semaines plus tard,.
Selon la tradition, cependant, Jean VI n'aurait pas beaucoup souffert de l'attitude de son fils. Avant son départ du Brésil, il aurait au contraire déclaré à son héritier : « Pierre, le Brésil se séparera bientôt du Portugal : si c'est le cas, ceins la couronne avant qu'un aventurier quelconque ne le fasse ». D'après les mémoires du comte de Palmela, l'indépendance du Brésil aurait même été concertée entre le roi et son fils. Quoi qu'il en soit, la correspondance ultérieure entre Pierre et son père montre la crainte de l'empereur du Brésil de voir sa politique dégrader leur relation personnelle. En outre, la reconnaissance formelle de l'indépendance tarde. Elle n'intervient qu'en 1825.

## Dernières années

### De laVilafrancadaà l'Abrilada

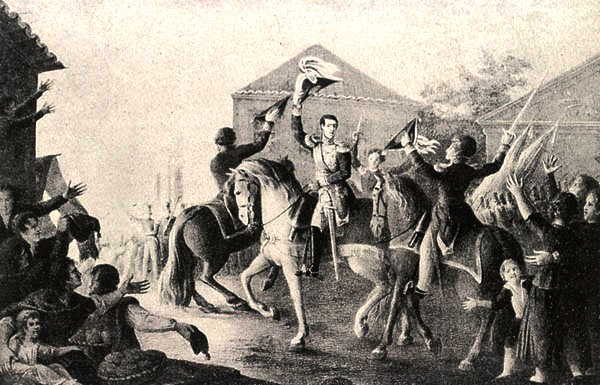
Le prince Michel lors de la Vilafrancada. Gravure du XIXe siècle.

La constitution acceptée par Jean VI en 1822 ne reste en vigueur que quelques mois. En effet, tous, au Portugal, ne soutiennent pas les institutions libérales et un mouvement contre-révolutionnaire se développe rapidement. Ainsi, le 23 février 1823, à Trás-os-Montes, le comte d'Amarante proclame la restauration de la monarchie absolue. Le soulèvement n'aboutit pas mais l'agitation se poursuit. Le 27 mai suivant, l'infant Michel, soutenu par sa mère Charlotte-Joachime, organise une autre révolte, connue sous le nom de Vilafrancada, pour restaurer l'absolutisme. Afin d'éviter sa propre déposition, souhaitée par le parti de la reine, le roi abandonne les libéraux et offre son soutien à son fils. Le jour de son anniversaire, le souverain apparaît en public avec l'infant, revêtu pour l'occasion d'un uniforme de la garde nationale portugaise, un corps militaire de tendance libérale qui l'applaudit pourtant chaudement. Le monarque se rend ensuite personnellement à Vila Franca afin de résoudre la crise. Son retour à Lisbonne est un véritable triomphe mais le climat politique reste longtemps indécis, d'autant que les soutiens les plus fermes du libéralisme rechignent à se compromettre avec le souverain. Avant d'être dissoutes, les Cortes protestent ainsi officiellement contre toute modification de la constitution, mais le régime restaure malgré tout l'absolutisme,. Il rétablit par ailleurs les droits de la reine et le roi est acclamé une seconde fois le 5 juin 1823. En outre, Jean VI fait réprimer les manifestations en faveur du régime parlementaire, déporter ou arrêter des libéraux, et recomposer la magistrature et d'autres institutions dans un sens plus conservateur. Le souverain crée toutefois aussi une commission chargée d'élaborer une nouvelle charte constitutionnelle,.
L'alliance du roi et de son fils cadet est de courte durée. Sous l'influence de sa mère, dom Michel organise un coup d'État contre son père le 29 avril 1824. À la tête de la garnison militaire de Lisbonne, il place alors Jean VI en état d'arrestation au palais de Bemposta et fait également emprisonner nombre d'opposants politiques. C'est l’Abrilada, dont le prétexte est l'éradication de la franc-maçonnerie, censée menacer le souverain, mais qui vise en réalité à forcer le roi à abdiquer. Alerté par la situation, le corps diplomatique se rend alors au palais et fait preuve d'une telle autorité qu'il oblige les gardes du monarque à assouplir leur régime de détention. Le 9 mai suivant, sous le conseil des ambassadeurs, Jean VI prend le prétexte d'un séjour à Caxias pour trouver refuge auprès de la flotte britannique qui mouille alors dans le port. En sécurité à bord du Windsor Castle, il fait appeler son fils auprès de lui, le réprimande, le destitue de son commandement de l'armée et lui ordonne de libérer tous ses prisonniers avant de le contraindre à l'exil. Une fois la rébellion matée, le peuple descend dans les rues pour fêter la restauration du gouvernement légitime, unissant absolutistes et libéraux,.
Le 14 mai 1824, le roi revient à Bemposta. Il reconstitue alors le cabinet tout en faisant preuve de mansuétude envers les responsables de la rébellion. Mais, dans le même temps, la reine Charlotte-Joachime continue à conspirer contre son époux. La police découvre ainsi qu'un nouveau coup d'État, prévu pour le 26 octobre, se prépare. Furieux contre sa femme, Jean VI fait, cette fois, preuve d'énergie et emprisonne la reine au palais de Queluz.

### Une fin de règne difficile

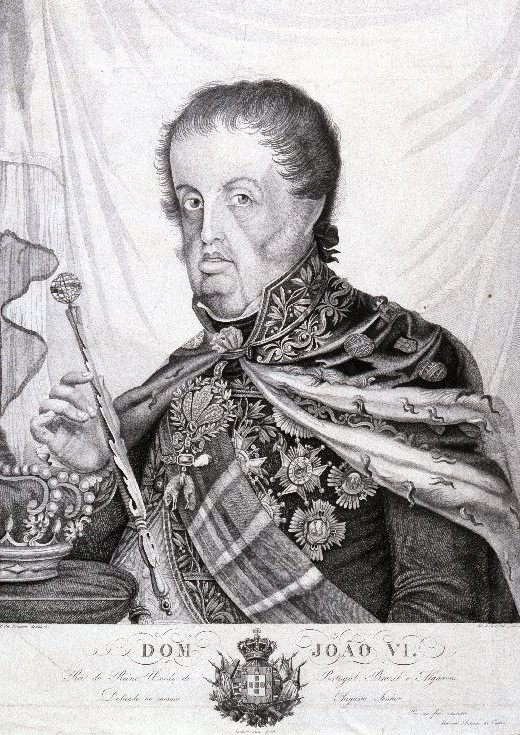
Le roi Jean VI à la fin de sa vie. Gravure de Manuel Antônio de Castro, 1825.

Dans les dernières années de son règne, Jean VI ordonne la création d'un port franc à Lisbonne, mais la mesure n'est jamais mise en place. Il ordonne une enquête pour déterminer les circonstances de la mort du marquis de Loulé (1824), son ami de longue date, mais aucune sentence n'est finalement émise. Le 5 juin 1824, le roi amnistie toutes les personnes impliquées dans la révolution de Porto, excepté neuf officiers qui sont bannis du pays. Le jour même, le roi rétablit l'ancienne constitution du royaume et convoque une nouvelle Assemblée afin d'élaborer un nouveau texte constitutionnel. Cependant, cette initiative soulève de nombreuses oppositions, principalement de la part du gouvernement absolutiste espagnol et des partisans de Charlotte-Joachime.
Malgré tout, les problèmes les plus importants que doit affronter le souverain à cette période sont liés à l'indépendance du Brésil. Jusqu'à sa sécession, la colonie brésilienne fournissait en effet l'essentiel de ses revenus au Portugal et la fin du pacte colonial a des conséquences très graves sur l'économie lusitanienne. Alors que la guerre d'indépendance fait rage et que les forces brésiliennes prennent un ascendant très net sur les forces portugaises, Lisbonne envisage un moment de lancer une expédition massive pour reconquérir la colonie, mais l'idée est finalement abandonnée. Des négociations difficiles sont alors menées en Europe et à Rio de Janeiro, sous la médiation et les pressions du Royaume-Uni. Elles aboutissent à la reconnaissance définitive de l'indépendance du Brésil lors de la signature du traité de Rio de Janeiro, le 29 août 1825. Le roi fait alors libérer tous les sujets brésiliens emprisonnés dans des geôles portugaises et légalise le commerce entre les deux nations. En échange, il reçoit le titre d'empereur titulaire du Brésil (son fils restant empereur effectif), ce qui lui permet désormais de signer « Sa Majesté l'Empereur et Roi Jean VI » sur les documents officiels. Surtout, le Brésil est contraint de payer son dernier emprunt contracté vis-à-vis du Portugal. Aucune modification ni précision n'est en revanche apportée aux règles de succession de la couronne lusitanienne et Pierre Ier du Brésil reste prince royal de Portugal et des Algarves,.

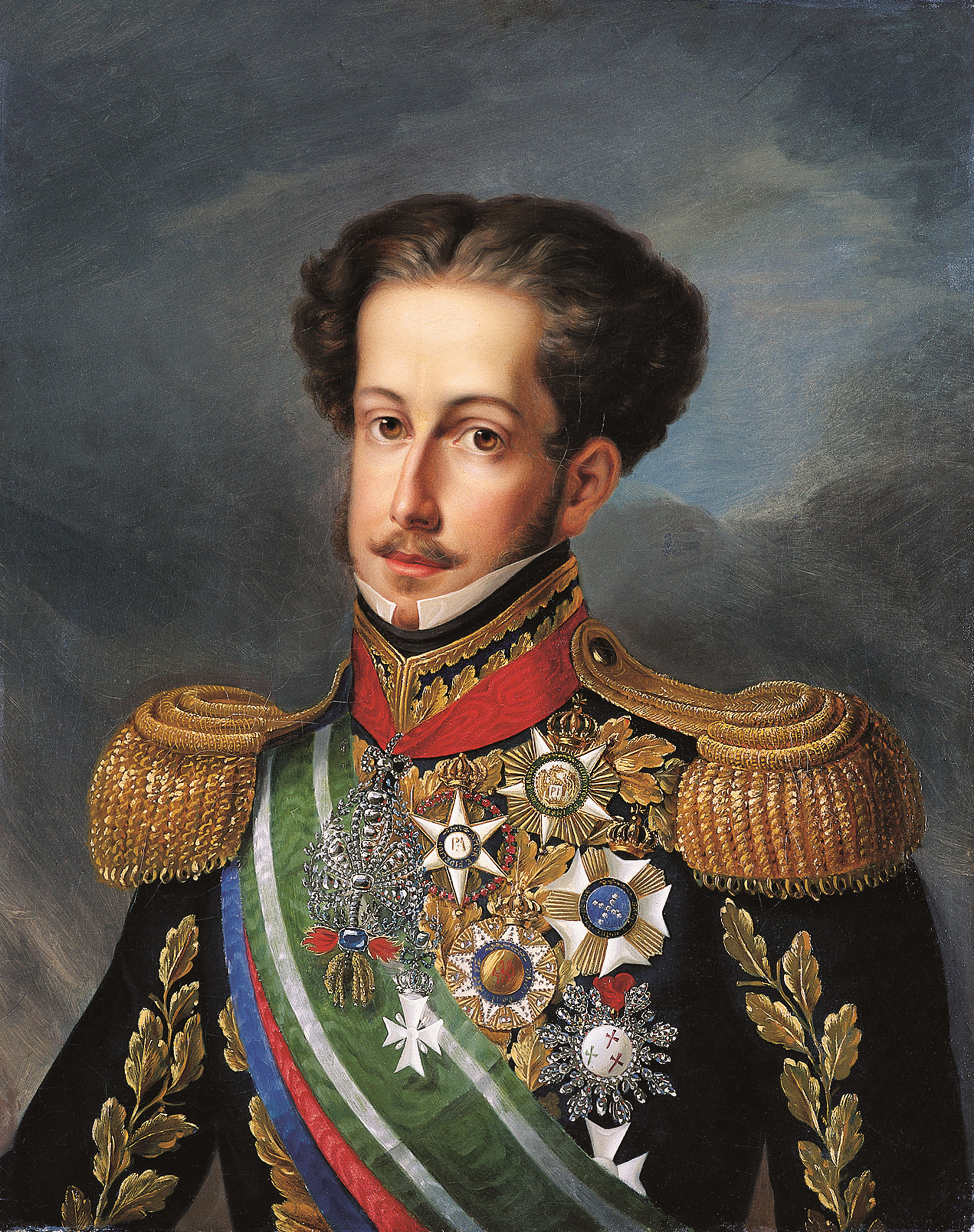
Le roi Pierre IV de Portugal par Simplício Rodrigues de Sá, vers 1830.

### Une disparition suspecte
Le 4 mars 1826, le roi Jean VI se rend au monastère des Hiéronymites de Belém, où il déjeune. Se sentant mal, il se retire ensuite au palais de Bemposta, où il est pris de vomissements et de convulsions, qui durent plusieurs jours. Son état de santé semble finalement s'arranger mais, par mesure de prudence, le roi nomme sa fille Isabelle-Marie régente de Portugal. Dans la nuit du 9, la santé du monarque se dégrade à nouveau et il meurt le 10 mars à cinq heures du matin. En dépit de leurs examens, les médecins du souverain ne parviennent pas à déterminer exactement la cause de sa mort et la rumeur publique évoque bientôt un empoisonnement. Le corps du roi est embaumé avant d'être inhumé au Panthéon royal des Bragance du monastère de Saint-Vincent de Fora. L'infante Isabelle-Marie prend immédiatement la tête du gouvernement intérimaire tandis que Pierre Ier du Brésil est proclamé roi de Portugal et des Algarves sous le nom de « Pierre IV », ce qui n'est pas sans poser quelques difficultés,.
Afin d'élucider la cause du décès du souverain, une équipe de chercheurs portugais exhume, en 2000, l'urne en céramique chinoise qui contient ses viscères. Des fragments du cœur de Jean VI sont alors réhydratés et soumis à des analyses qui permettent d'y détecter une quantité d'arsenic suffisante pour tuer deux personnes. Les suspicions de meurtre sont alors définitivement confirmées,,.

## Controverse historiographique
D'après les historiens Jorge Pedreira et Fernando Dores Costa, peu nombreux sont les monarques portugais qui occupent une place aussi importante que Jean VI dans l'imaginaire populaire. Souvent décrit de manière caricaturale, du fait de ses tribulations conjugales et familiales mais aussi de sa personnalité, le roi fait ainsi volontiers l'objet de moqueries. Il est alors dépeint comme un homme paresseux, stupide et maladroit, perpétuellement accablé par une épouse-mégère. Son attrait pour la nourriture en fait un mangeur insatiable et dégoûtant, dont les mains sont toujours couvertes de graisse, gardant constamment de la nourriture dans les poches afin de s'empiffrer quand le désir l'en prend,. Cette image transparaît dans le film brésilien Carlota Joaquina, Princesa do Brazil, une comédie mêlée d'une très vive critique sociale. Mais si cette œuvre a eu une énorme répercussion auprès du public, il s'agit, pour le critique Ronaldo Vainfas, d'« une histoire pleine d'erreurs de tous types, de fausses déclarations, d'inexactitudes [et] d'inventions ». Pour l'historien Luiz Carlos Villalta, le film « constitue [même] une large attaque contre la connaissance historique » et ne correspond pas du tout à ce qu'avait annoncé la cinéaste Carla Camurati, qui prétendait « produire un récit cinématographique qui constitue une sorte de roman historique avec des fonctions pédagogiques et qui offre ainsi au spectateur une connaissance du passé pouvant l'aider, en tant que peuple, à réfléchir au présent ». L'historien va encore plus loin en déclarant que l'œuvre n'apporte aucune connaissance historique nouvelle au spectateur mais renforce, au contraire, ses préjugés et n'aboutit finalement à aucune réflexion critique sur l'histoire du Brésil.

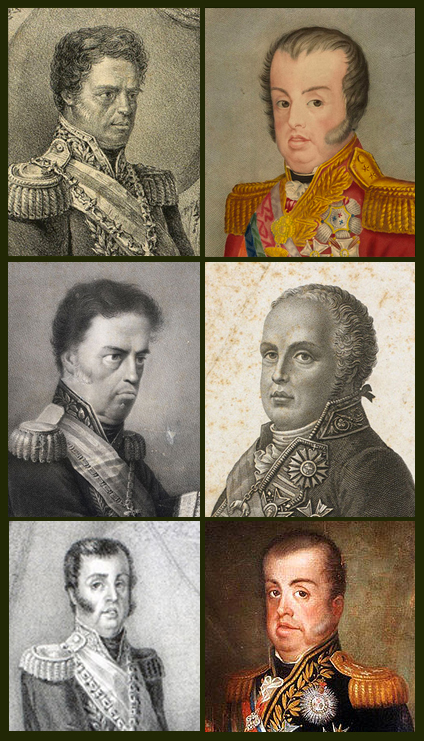
Portraits de Jean VI réalisés par différents artistes et le dépeignant de manières très différentes.

L'iconographie elle-même représente le roi de façons très diverses. Dans certains portraits, le roi apparaît sous les traits d'un homme obèse, disproportionné et négligé alors que dans d'autres, il est peint comme un personnage digne et élégant… D'après la chercheuse Ismênia de Lima Martins, tous les auteurs ayant travaillé sur le souverain s'accordent sur son amabilité et sa gentillesse. Cependant, tous les autres aspects de sa personnalité sont sujets à controverse. Certains historiens insistent par exemple sur sa posture d'homme d'État alors que d'autres voient en lui un être lâche et incapable de gouverner. Mais, pour la chercheuse, « Dom Jean VI a marqué de manière indélébile l'histoire luso-brésilienne », poussant l'historiographie à émettre des jugements constants sur la personnalité du roi, et cela en dépit des évolutions continues de la discipline historique au XXe siècle.
Dans son gouvernement, Jean VI s'est toujours reposé sur des personnalités fortes, comme le comte de Linhares, le comte da Barca ou Tomás de Vila Nova Portugal, qui peuvent être considérés comme les véritables auteurs des mesures les plus importantes de son règne. D'après John Luccock, un témoin de la période johannine, « le prince-régent a souvent été accusé d'apathie », pourtant c'était un homme capable « d'une plus grande sensibilité et énergie de caractère que ce que ses amis et ses adversaires avaient en général coutume de lui attribuer ». Placé dans un contexte qui aurait pu lui être fatal, il a affronté les événements avec calme et a su agir avec vigueur et promptitude tout en faisant toujours preuve de bonté et d'attention vis-à-vis de ses sujets. Manuel de Oliveira Lima, auteur du désormais classique Dom João VI no Brasil (1908), est l'un des grands responsables de la réhabilitation du monarque,. Durant ses recherches, l'historien a ainsi étudié une grande quantité de documents contemporains du souverain sans trouver la moindre description négative le concernant, ni dans le récit des ambassadeurs, ni dans celui des autres diplomates accrédités à sa cour. Au contraire, Oliveira Lima a découvert nombre de portraits de Jean VI très positifs, comme ceux laissés par le consul britannique Henderson ou le ministre des États-Unis Sunter. Plusieurs documents diplomatiques illustrent par ailleurs la largeur de vue du roi, qui considérait le Brésil comme un pays à l'importance similaire à celle des États-Unis et qui adoptait un discours non sans rapport avec la « Destinée manifeste » nord-américaine. Pour Oliveira Lima, le monarque affirmait son autorité sans violence, mais de manière persuasive et affable. Sa conduite des affaires internationales a souvent été mise en échec et n'était pas toujours dénuée d'ambition impérialiste ; elle s'est cependant souvent révélée clairvoyante, comme la politique qu'il a menée au Brésil et qui a été décrite plus haut,.
Cependant, le général Jean-Andoche Junot décrit le roi comme « un homme faible, soupçonneux de tout et de tous [et] jaloux de son autorité, mais incapable de se faire respecter ». Selon le Français, Jean VI est ainsi « dominé par les prêtres et ne se résout à l'action que sous la contrainte de la peur ». Se fondant sur cette description, plusieurs historiens brésiliens, comme Pandia Calogeras, Tobias Monteiro et Norton Luiz, dépeignent le souverain sous des couleurs plus sombres. Chez les auteurs portugais, comme Oliveira Martins et Raul Brandão, le roi est invariablement décrit comme une figure burlesque, et cela jusqu'au retour des conservateurs au pouvoir en 1926, date à partir de laquelle quelques historiens, comme Fortunato de Almeida, Alfredo Pimenta et Valentim Alexandre, dressent de lui un portrait plus positif,,…
De nombreux auteurs, comme Leandro Loyola, Ismênia de Lima Martins ou Lúcia Bastos, soulignent que, tout au long de son règne, Jean VI s'est fait de nombreux ennemis, a augmenté les impôts et aggravé la dette publique. Ils ajoutent qu'il a multiplié les titres et les privilèges héréditaires, mais n'a pas su apaiser les discordes qui divisaient la société et sa famille ni éliminer la corruption enracinée à tous les niveaux de l'administration. Ils insistent en outre sur le fait qu'il a laissé le Brésil au bord de la faillite lorsqu'il a transféré le trésor royal au Portugal en 1821,,. Mais quels qu'aient été le caractère du roi, ses réussites ou ses erreurs, plusieurs auteurs insistent plutôt sur son rôle dans le développement et l'unification de la nation brésilienne. Gilberto Freyre affirme ainsi que « Dom Jean VI fut l'une des personnalités qui ont le plus influencé la formation nationale […], il fut un médiateur idéal […] entre la tradition - qu'il incarnait - et l'innovation - qu'il a accueillie et encouragée - dans cette période décisive pour l'avenir du Brésil ». Quant à Laurentino Gomes, il affirme qu'« aucune autre période de l'histoire du Brésil ne témoigne des changements aussi profonds, décisifs et accélérés que les treize années durant lesquelles la cour portugaise a vécu à Rio de Janeiro ». Des spécialistes comme Oliveira Lima, Maria Odila da Silva Dias, Roderick J. Barman et même Laurentino considèrent que si Jean VI n'avait pas émigré en Amérique et qu'il n'avait pas mis en place un puissant gouvernement centralisé, le vaste territoire brésilien, divisé par d'importantes différences régionales, se serait probablement morcelé en plusieurs nations distinctes, comme cela s'est produit dans les colonies espagnoles à la même époque,.
Les biographies les plus récentes du roi tentent donc de distinguer la légende des faits, et de mettre un terme au folklore et au ridicule qui se sont formés autour de la personnalité du souverain. L'historienne Lucia Bastos fait ainsi remarquer que certains comportements considérés aujourd'hui comme négatifs doivent être analysés à la lumière de l'époque où ils se sont déroulés. Il en va par exemple de la question de la corruption et des dépenses massives, qui se sont déroulées à un moment où il n'y avait pas de distinction très claire entre finances publiques et privées. Selon Leandro Loyola, « de la recherche actuelle transparaît un chef d'État qui avait ses limites, mais qui a dû affronter une conjoncture totalement adverse et qui y a survécu, en dépit du fait qu'il gouvernait un pays aussi petit, pauvre et décadent que ne l'était le Portugal au début du XIXe siècle ». D'après Sérgio Miguez, il n'est donc pas anodin que Napoléon Ier, le plus puissant ennemi de Jean VI, ait déclaré à son propos, peu avant sa mort à Sainte-Hélène : « Il est le seul à m'avoir trompé ».

## Titulature
- 13 mai 1767 — 11 septembre 1788 : Son Altesse l’infant Dom Jean
- 11 septembre 1788 — 1792 : Son Altesse Royale le prince du Brésil, duc de Bragance ;
- 1792 — 14 juillet 1799 : Son Altesse Royale le prince régent au nom de la reine ;
- 14 juillet 1799 — 20 mars 1816 : Son Altesse Royale le prince régent ;
- 20 mars 1816 — 12 octobre 1822 : Sa Majesté Très Fidèle le roi du Royaume-Uni de Portugal, du Brésil et des Algarves ;
- 12 octobre 1822 — 29 août 1825 : Sa Majesté Très Fidèle le roi de Portugal et des Algarves ;
- 29 août 1825 — 10 mars 1826 : Sa Majesté Impériale et Très Fidèle l’empereur titulaire du Brésil, roi de Portugal et des Algarves.

## Dans la culture populaire

### Au cinéma
Au cinéma, le rôle de Jean VI est interprété par :
- João Villaret, dans le film portugais Bocage (1936)[93] ;
- Manuel de Nóbrega, dans le film brésilien Independência ou Morte (1972)[94] ;
- Marco Nanini, dans le film brésilien Carlota Joaquina, Princesa do Brazil (1995)[95].

### À la télévision
À la télévision, le rôle de Jean VI est joué par :
- Jorge Cherques, dans la telenovela Dona Beija (1986)[96] ;
- André Mattos et Cássio Gabus Mendes dans la mini-série O Quinto dos Infernos (2002)[97].

### En numismatique
L'effigie du roi apparaît sur les anciens billets brésiliens de 500 cruzeiros.

### Musées
- Le Musée Dom-João-VI est un musée d'art et d'histoire du Brésil lié à l'Université fédérale de Rio de Janeiro ;
- La Casa de Banho de Dom João VI, également connue sous le nom de Musée de la Propreté urbaine, est un musée de Rio de Janeiro.

### Autres
- L'Académie de Police Militaire Dom-João-VI est une école militaire située dans la ville de Rio de Janeiro ;
- La galère de Dom João VI, aussi connue sous le nom de galère royale, est un ancien navire brésilien aujourd'hui exposé à l'Espace culturel de la Marine, à Rio de Janeiro.

### SurJeanVIet son règne
- (pt) Manuel Amaral, « João VI », Dicionário Histórico, Corográfico, Heráldico, Biográfico, Bibliográfico, Numismático e Artístico, vol. III,‎ 2000-2010, p. 1051-1055 (lire en ligne)
- (pt) Cláudia Alves Fernandes et Ricardo de Oliveira Fernandes Junior, « Dom João VI: arquiteto da emancipação brasileira », XXII Simpósio de História do Vale do Paraíba, Resende, Associação Educacional Dom Bosco,‎ 15-17 août 2008, p. 1-8 (lire en ligne)
- (pt) Francisco José da Silveira Lobo Neto, « D. João VI e a educação brasileira: alguns documentos », Trabalho Necessário, no 6 ano 6,‎ 2008 (ISSN 1808-799X, lire en ligne)
- (pt) Manuel de Oliveira Lima, Dom João VI no Brazil, vol. I, Rio de Janeiro, Typ. do Jornal do Commercio, 1908 (lire en ligne)
- (pt) Manuel de Oliveira Lima, Dom João VI no Brazil, vol. II, Rio de Janeiro, Typ. do Jornal do Commercio, 1908 (lire en ligne)
- (pt) Ismênia de Lima Martins, « Dom João – Príncipe Regente e Rei – um soberano e muitas controvérsias », Revista Navigator, vol. 6, no 11,‎ 2011, p. 24-42 (lire en ligne)
- (pt) Jorge Pedreira et Fernando Dores Costa, D. João VI : um príncipe entre dois continentes, Companhia das Letras, 2008 (ISBN 9788535911893)
- (pt) Simão da Luz Soriano et V.L. Baril, Historia de el-Rei D. João VI primeiro rei constitucional de Portugal e do Brazil : em que se referem os principaes actos e occorrencias do seu governo, bem como algumas particularidades da sua vida privada, Typ. Universal, 1866
- (pt) António Pedro Vicente, « Política exterior de D. João VI no Brasil », Estudos Avançados, São Paulo, vol. 7, no 19,‎ septembre/décembre 1993, p. 193-214 (lire en ligne)

### Sur la famille deJeanVI
- (pt) Isabel Lustosa, D. Pedro I, Companhia das Letras, 2006 (ISBN 9788535908077)
- (pt) Antonio Diodoro Pascual, Rasgos memoraveis do Senhor Dom Pedro I, imperador do Brasil, excelso duque de Bragança, Typ. Universal de Laemmert, 1862
- (pt) Luiz Carlos Villalta, « "Carlota Joaquina, Princesa do Brazil": entre a história e a ficção, um "Romance" crítico do conhecimento histórico », Revista USP, no 62,‎ juin-août 2004, p. 239-262 (ISSN 0103-9989, lire en ligne)

### Histoire du Portugal
- (pt) Maria Ivone de Ornellas de Andrade, « O reino sob tormenta », Estudos em homenagem a João Francisco Marques, Université de Porto, vol. I,‎ sd, p. 137-144 (lire en ligne)
- (pt) António Barros Cardoso, « Liberais e absolutistas no Porto (1823-1829) », Estudos em homenagem ao professor doutor José Marques, Universidade do Porto, Departamento de Ciências e Técnicas do Património / Departamento de História,‎ 2006 (lire en ligne)
- (pt) Lília Moritz Schwarcz, Paulo Cesar de Azevedo et Angela Marques da Costa, A longa viagem da biblioteca dos reis : do terremoto de Lisboa à independência do Brasil, Companhia das Letras, 2002, 554 p. (ISBN 978-85-359-0288-4)
- (pt) Thomas Strobel, A "Guerra das Laranjas" e a "Questão de Olivença" num contexto internacional, GRIN Verlag, 2008 (lire en ligne)
- (es) Gómez de Valuguera et Alfonso B. de Mendoza, « Carlismo y miguelismo », dans Hipólito de la Torre Gómez et António Pedro Vicente, España y Portugal. Estudios de Historia Contemporánea, Madrid, Editorial Complutense, 1998 (ISBN 8489784329)

### Histoire du Brésil
- (en) Roderick J. Barman, Brazil : The Forging of a Nation, 1798–1852, Stanford, Californie, Stanford University Press, 1988, 334 p. (ISBN 978-0-8047-1437-2)
- (fr) Bartolomé Bennassar, Histoire du Brésil : 1500-2000, Paris, Fayard, 2000, 629 p. (ISBN 2-213-60494-0)
- (pt) Laurentino Gomes, 1808 : Como uma rainha louca, um príncipe medroso e uma corte corrupta enganaram Napoleão e mudaram a História de Portugal e do Brasil, Sao Paulo, Planeta, 2007, 414 p. (ISBN 978-85-7665-320-2)
- (pt) Carlos Guilherme Mota, Viagem incompleta : A experiência brasileira, Sao Paulo, Senac, 2000, 368 p. (ISBN 978-85-7359-799-8)
- (pt) Francisco Iglésias, Trajetória política do Brasil, 1500-1964, Companhia das Letras, 1993, 365 p. (ISBN 84-7100-331-7)
- Antônio Penalves Rocha, « Economia e Política no Período Joanino », dans Tamas Szmrecsanyi et José Roberto do Amaral Lapa, História Econômica da Independência e do Império, EdUSP, 2002 (ISBN 85-314-0690-0)
- (pt) Laura de Mello e Souza, O sol e a sombra : Política e administração na América portuguesa do século XVIII, Companhia das Letras, 2006 (ISBN 9788535909074)
- (pt) Melissa de Mello e Souza, Brasil e Estados Unidos : A nação imaginada nas obras de Oliveira Lima e Jackson Turner, Rio de Janeiro, PUC-RJ, Dissertação de Mestrado em História Social da Cultura, avril 2003 (lire en ligne)
- (pt) Alex Gonçalves Varela, Juro-lhe pela honra de bom vassalo e bom português : análise das memórias científicas de José Bonifácio de Andrada e Silva (1780-1819), Annablume, 2006 (lire en ligne)
- (pt) Patrick Wilcken, Império à deriva : a corte portuguesa no Rio de Janeiro, 1808-1821, Editora Objetiva, 2005, 326 p. (ISBN 978-85-7302-738-9)